# Llista d'asteroides (310001-311000)
Llista d'asteroides del 310.001 al 311.000, amb data de descoberta i descobridor. És un fragment de la llista d'asteroides completa. Als asteroides se'ls dona un número quan es confirma la seva òrbita, per tant apareixen llistats aproximadament segons la data de descobriment.

## 310001-310100
| Nom    | Designació provisional | Data de descobriment   | Lloc de descobriment | Descobridor/s          |
| ------ | ---------------------- | ---------------------- | -------------------- | ---------------------- |
| 310001 | 2009 JD11              | 14 de maig de 2009     | Siding Spring        | Siding Spring Survey   |
| 310002 | 2009 JJ13              | 1 de maig de 2009      | Cerro Burek          | Cerro Burek            |
| 310003 | 2009 JD16              | 1 de maig de 2009      | Kitt Peak            | Spacewatch             |
| 310004 | 2009 JP16              | 15 de maig de 2009     | Kitt Peak            | Spacewatch             |
| 310005 | 2009 KE                | 16 de maig de 2009     | Mount Lemmon         | Mt. Lemmon Survey      |
| 310006 | 2009 KU1               | 17 de maig de 2009     | La Sagra             | La Sagra               |
| 310007 | 2009 KK3               | 24 de maig de 2009     | La Sagra             | La Sagra               |
| 310008 | 2009 KO3               | 17 de maig de 2009     | Kitt Peak            | Spacewatch             |
| 310009 | 2009 KA4               | 24 de maig de 2009     | Catalina             | CSS                    |
| 310010 | 2009 KR5               | 25 de maig de 2009     | Kitt Peak            | Spacewatch             |
| 310011 | 2009 KV8               | 24 de maig de 2009     | Kitt Peak            | Spacewatch             |
| 310012 | 2009 KL17              | 26 de maig de 2009     | Kitt Peak            | Spacewatch             |
| 310013 | 2009 KQ17              | 26 de maig de 2009     | Kitt Peak            | Spacewatch             |
| 310014 | 2009 KZ17              | 27 de maig de 2009     | Kitt Peak            | Spacewatch             |
| 310015 | 2009 KO23              | 27 de maig de 2009     | Kitt Peak            | Spacewatch             |
| 310016 | 2009 KD26              | 29 de maig de 2009     | Kitt Peak            | Spacewatch             |
| 310017 | 2009 LS4               | 13 de juny de 2009     | Kitt Peak            | Spacewatch             |
| 310018 | 2009 LD5               | 14 de juny de 2009     | Kitt Peak            | Spacewatch             |
| 310019 | 2009 MJ3               | 1 de juny de 2009      | Catalina             | CSS                    |
| 310020 | 2009 QH14              | 16 d'agost de 2009     | Kitt Peak            | Spacewatch             |
| 310021 | 2009 RU3               | 13 de setembre de 2009 | Kachina              | J. Hobart              |
| 310022 | 2009 RJ63              | 14 de setembre de 2009 | Kitt Peak            | Spacewatch             |
| 310023 | 2009 ST177             | 20 de setembre de 2009 | Kitt Peak            | Spacewatch             |
| 310024 | 2009 TA                | 2 d'octubre de 2009    | Mount Lemmon         | Mt. Lemmon Survey      |
| 310025 | 2009 TO26              | 14 d'octubre de 2009   | La Sagra             | La Sagra               |
| 310026 | 2009 UQ131             | 16 d'octubre de 2009   | La Sagra             | La Sagra               |
| 310027 | 2010 AH95              | 8 de febrer de 2002    | Palomar              | NEAT                   |
| 310028 | 2010 BJ51              | 25 de juliol de 2007   | Siding Spring        | Siding Spring Survey   |
| 310029 | 2010 DQ36              | 14 de març de 2000     | Kitt Peak            | Spacewatch             |
| 310030 | 2010 ES37              | 12 de març de 2010     | Mount Lemmon         | Mt. Lemmon Survey      |
| 310031 | 2010 FR28              | 16 de març de 2010     | Kitt Peak            | Spacewatch             |
| 310032 | 2010 FP94              | 20 de març de 2010     | Kitt Peak            | Spacewatch             |
| 310033 | 2010 FG95              | 25 de març de 2010     | Kitt Peak            | Spacewatch             |
| 310034 | 2010 GC7               | 6 d'abril de 2010      | Catalina             | CSS                    |
| 310035 | 2010 GW87              | 13 d'abril de 2010     | WISE                 | WISE                   |
| 310036 | 2010 GK104             | 11 d'octubre de 2007   | Kitt Peak            | Spacewatch             |
| 310037 | 2010 GF106             | 7 d'abril de 2010      | Kitt Peak            | Spacewatch             |
| 310038 | 2010 GB108             | 12 de setembre de 2007 | Mount Lemmon         | Mt. Lemmon Survey      |
| 310039 | 2010 GB118             | 10 d'abril de 2010     | Kitt Peak            | Spacewatch             |
| 310040 | 2010 GN121             | 6 de juliol de 2003    | Kitt Peak            | Spacewatch             |
| 310041 | 2010 GZ126             | 10 d'abril de 2010     | Kitt Peak            | Spacewatch             |
| 310042 | 2010 GK127             | 10 d'abril de 2010     | Kitt Peak            | Spacewatch             |
| 310043 | 2010 GJ136             | 30 de desembre de 2008 | Mount Lemmon         | Mt. Lemmon Survey      |
| 310044 | 2010 GW159             | 10 d'abril de 2010     | Mount Lemmon         | Mt. Lemmon Survey      |
| 310045 | 2010 GR160             | 23 de gener de 2006    | Kitt Peak            | Spacewatch             |
| 310046 | 2010 HP32              | 6 de setembre de 1999  | Kitt Peak            | Spacewatch             |
| 310047 | 2010 HA43              | 22 d'abril de 2010     | WISE                 | WISE                   |
| 310048 | 2010 HU66              | 26 d'abril de 2010     | WISE                 | WISE                   |
| 310049 | 2010 HU78              | 20 d'abril de 2010     | Mount Lemmon         | Mt. Lemmon Survey      |
| 310050 | 2010 HO79              | 20 d'abril de 2010     | Kitt Peak            | Spacewatch             |
| 310051 | 2010 HN82              | 28 d'abril de 2010     | WISE                 | WISE                   |
| 310052 | 2010 JY1               | 3 de maig de 2010      | Kitt Peak            | Spacewatch             |
| 310053 | 2010 JD30              | 3 de maig de 2010      | Kitt Peak            | Spacewatch             |
| 310054 | 2010 JW32              | 6 de maig de 2010      | Mount Lemmon         | Mt. Lemmon Survey      |
| 310055 | 2010 JW40              | 8 de maig de 2010      | Mount Lemmon         | Mt. Lemmon Survey      |
| 310056 | 2010 JC46              | 27 de març de 1995     | Kitt Peak            | Spacewatch             |
| 310057 | 2010 JE59              | 7 de maig de 2010      | WISE                 | WISE                   |
| 310058 | 2010 JF84              | 24 de novembre de 2008 | Mount Lemmon         | Mt. Lemmon Survey      |
| 310059 | 2010 JR112             | 13 de maig de 2010     | Siding Spring        | Siding Spring Survey   |
| 310060 | 2010 JP116             | 5 de gener de 2006     | Catalina             | CSS                    |
| 310061 | 2010 JW131             | 25 de setembre de 2005 | Kitt Peak            | Spacewatch             |
| 310062 | 2010 JD148             | 16 d'octubre de 2002   | Palomar              | NEAT                   |
| 310063 | 2010 JQ149             | 6 de maig de 2010      | Catalina             | CSS                    |
| 310064 | 2010 JV158             | 4 de maig de 2010      | Kitt Peak            | Spacewatch             |
| 310065 | 2010 JO166             | 26 de gener de 2006    | Mount Lemmon         | Mt. Lemmon Survey      |
| 310066 | 2010 KG8               | 25 de febrer de 2006   | Mount Lemmon         | Mt. Lemmon Survey      |
| 310067 | 2010 KB9               | 28 de setembre de 2003 | Kitt Peak            | Spacewatch             |
| 310068 | 2010 KG9               | 16 de maig de 2010     | Nogales              | Tenagra II             |
| 310069 | 2010 KW36              | 3 de febrer de 2009    | Mount Lemmon         | Mt. Lemmon Survey      |
| 310070 | 2010 KL55              | 23 de maig de 2010     | WISE                 | WISE                   |
| 310071 | 2010 KR59              | 18 de maig de 2010     | WISE                 | WISE                   |
| 310072 | 2010 KD62              | 18 de maig de 2010     | La Sagra             | La Sagra               |
| 310073 | 2010 KX81              | 10 de febrer de 2007   | Mount Lemmon         | Mt. Lemmon Survey      |
| 310074 | 2010 KQ101             | 28 de maig de 2010     | WISE                 | WISE                   |
| 310075 | 2010 KY102             | 28 de maig de 2010     | WISE                 | WISE                   |
| 310076 | 2010 KY104             | 29 de maig de 2010     | WISE                 | WISE                   |
| 310077 | 2010 KC107             | 29 de maig de 2010     | WISE                 | WISE                   |
| 310078 | 2010 KF116             | 30 de maig de 2010     | WISE                 | WISE                   |
| 310079 | 2010 KS117             | 22 de maig de 2010     | Siding Spring        | Siding Spring Survey   |
| 310080 | 2010 LC1               | 1 de juny de 2010      | Kitt Peak            | Spacewatch             |
| 310081 | 2010 LK1               | 2 de juny de 2010      | Nogales              | Tenagra II             |
| 310082 | 2010 LP72              | 12 de març de 2008     | Catalina             | CSS                    |
| 310083 | 2010 LB83              | 11 de juny de 2010     | WISE                 | WISE                   |
| 310084 | 2010 LB108             | 10 de novembre de 1994 | Kitt Peak            | Spacewatch             |
| 310085 | 2010 ML92              | 24 de setembre de 2005 | Kitt Peak            | Spacewatch             |
| 310086 | 2010 MY101             | 21 de febrer de 2007   | Mount Lemmon         | Mt. Lemmon Survey      |
| 310087 | 2010 MD102             | 13 de desembre de 2006 | Mount Lemmon         | Mt. Lemmon Survey      |
| 310088 | 2010 MD104             | 29 de juny de 2010     | WISE                 | WISE                   |
| 310089 | 2010 NF4               | 4 de juliol de 2010    | Kitt Peak            | Spacewatch             |
| 310090 | 2010 NK117             | 24 de febrer de 2009   | Catalina             | CSS                    |
| 310091 | 2010 OY27              | 15 d'octubre de 2007   | Mount Lemmon         | Mt. Lemmon Survey      |
| 310092 | 2010 PR1               | 2 d'agost de 2010      | Socorro              | LINEAR                 |
| 310093 | 2010 PC51              | 23 de novembre de 1998 | Kitt Peak            | Spacewatch             |
| 310094 | 2010 PH61              | 24 de setembre de 2005 | Kitt Peak            | Spacewatch             |
| 310095 | 2010 PE63              | 13 d'agost de 2010     | Socorro              | LINEAR                 |
| 310096 | 2010 PL64              | 10 d'agost de 2010     | Kitt Peak            | Spacewatch             |
| 310097 | 2010 PL72              | 2 de desembre de 2005  | Kitt Peak            | Spacewatch             |
| 310098 | 2010 PE76              | 10 d'agost de 2010     | Purple Mountain      | PMO NEO Survey Program |
| 310099 | 2010 RF22              | 3 de setembre de 2010  | Socorro              | LINEAR                 |
| 310100 | 2010 RU42              | 3 de setembre de 2010  | Piszkesteto          | K. Sarneczky, Z. Kuli  |

## 310101-310200
| Nom    | Designació provisional | Data de descobriment   | Lloc de descobriment | Descobridor/s            |
| ------ | ---------------------- | ---------------------- | -------------------- | ------------------------ |
| 310101 | 2010 RO69              | 6 de setembre de 2010  | La Sagra             | La Sagra                 |
| 310102 | 2010 TO14              | 28 d'octubre de 2005   | Mount Lemmon         | Mt. Lemmon Survey        |
| 310103 | 2010 TL171             | 14 d'octubre de 1998   | Kitt Peak            | Spacewatch               |
| 310104 | 2010 UX28              | 22 de novembre de 1997 | Kitt Peak            | Spacewatch               |
| 310105 | 2010 UW35              | 6 de febrer de 2002    | Kitt Peak            | Spacewatch               |
| 310106 | 2010 UV51              | 17 de gener de 2001    | Kitt Peak            | Spacewatch               |
| 310107 | 2010 UB96              | 29 d'octubre de 2010   | Catalina             | CSS                      |
| 310108 | 2010 VJ21              | 27 d'agost de 2006     | Kitt Peak            | Spacewatch               |
| 310109 | 2010 VQ30              | 14 de gener de 2002    | Palomar              | NEAT                     |
| 310110 | 2010 VJ34              | 21 de setembre de 2008 | Catalina             | CSS                      |
| 310111 | 2010 VL72              | 17 de desembre de 2000 | Kitt Peak            | Spacewatch               |
| 310112 | 2010 VW176             | 22 de juny de 2007     | Kitt Peak            | Spacewatch               |
| 310113 | 2010 VR191             | 20 de setembre de 2001 | Socorro              | LINEAR                   |
| 310114 | 2010 VH194             | 16 de març de 2004     | Kitt Peak            | Spacewatch               |
| 310115 | 2010 WF13              | 7 d'abril de 2003      | Kitt Peak            | Spacewatch               |
| 310116 | 2011 AT72              | 8 d'octubre de 2005    | Catalina             | CSS                      |
| 310117 | 2011 BG119             | 11 de març de 2002     | Palomar              | NEAT                     |
| 310118 | 2011 CX100             | 22 de novembre de 2009 | Catalina             | CSS                      |
| 310119 | 2011 DU19              | 26 de gener de 2006    | Catalina             | CSS                      |
| 310120 | 2011 DR25              | 11 de desembre de 2004 | Kitt Peak            | Spacewatch               |
| 310121 | 2011 EU4               | 9 de febrer de 2005    | Anderson Mesa        | LONEOS                   |
| 310122 | 2011 EN13              | 13 de febrer de 2002   | Kitt Peak            | Spacewatch               |
| 310123 | 2011 EP36              | 25 de setembre de 2005 | Kitt Peak            | Spacewatch               |
| 310124 | 2011 ED55              | 20 d'abril de 2006     | Kitt Peak            | Spacewatch               |
| 310125 | 2011 EZ83              | 8 d'octubre de 1999    | Kitt Peak            | Spacewatch               |
| 310126 | 2011 FV71              | 14 de novembre de 2002 | Palomar              | NEAT                     |
| 310127 | 2011 FQ150             | 9 de març de 2003      | Anderson Mesa        | LONEOS                   |
| 310128 | 2011 GY27              | 20 de maig de 2006     | Catalina             | CSS                      |
| 310129 | 2011 GA57              | 28 d'abril de 2003     | Kitt Peak            | Spacewatch               |
| 310130 | 2011 GH59              | 23 de gener de 2006    | Kitt Peak            | Spacewatch               |
| 310131 | 2011 GO62              | 22 de gener de 2006    | Catalina             | CSS                      |
| 310132 | 2011 GH63              | 13 de gener de 2005    | Catalina             | CSS                      |
| 310133 | 2011 GF75              | 29 de febrer de 2000   | Socorro              | LINEAR                   |
| 310134 | 2011 HD32              | 11 d'octubre de 2001   | Socorro              | LINEAR                   |
| 310135 | 2011 HV32              | 14 de desembre de 2004 | Socorro              | LINEAR                   |
| 310136 | 2011 HO54              | 14 de setembre de 2007 | Mount Lemmon         | Mt. Lemmon Survey        |
| 310137 | 2011 HH67              | 1 de febrer de 2005    | Kitt Peak            | Spacewatch               |
| 310138 | 2011 HT79              | 25 d'octubre de 2005   | Catalina             | CSS                      |
| 310139 | 2011 HP80              | 9 d'octubre de 2007    | Mount Lemmon         | Mt. Lemmon Survey        |
| 310140 | 2011 HG81              | 10 d'abril de 2002     | Socorro              | LINEAR                   |
| 310141 | 2011 HA84              | 19 de novembre de 2003 | Palomar              | NEAT                     |
| 310142 | 2011 HP87              | 13 de setembre de 2005 | Catalina             | CSS                      |
| 310143 | 2011 KD10              | 24 de març de 2006     | Kitt Peak            | Spacewatch               |
| 310144 | 2011 KQ11              | 12 d'abril de 2002     | Socorro              | LINEAR                   |
| 310145 | 2011 KL16              | 19 de novembre de 2001 | Socorro              | LINEAR                   |
| 310146 | 2011 KW39              | 21 de desembre de 2003 | Kitt Peak            | Spacewatch               |
| 310147 | 2011 LS10              | 4 de novembre de 2004  | Kitt Peak            | Spacewatch               |
| 310148 | 2011 LY18              | 1 de maig de 2003      | Kitt Peak            | Spacewatch               |
| 310149 | 2011 MW6               | 23 de febrer de 2007   | Kitt Peak            | Spacewatch               |
| 310150 | 2011 OV57              | 18 de gener de 2008    | Mount Lemmon         | Mt. Lemmon Survey        |
| 310151 | 2011 OM58              | 20 de novembre de 2007 | Catalina             | CSS                      |
| 310152 | 2011 QB3               | 31 d'octubre de 2002   | Socorro              | LINEAR                   |
| 310153 | 2011 QV8               | 14 d'octubre de 2001   | Kitt Peak            | Spacewatch               |
| 310154 | 2011 QN23              | 19 de novembre de 2007 | Kitt Peak            | Spacewatch               |
| 310155 | 2011 QR32              | 7 d'abril de 2003      | Kitt Peak            | Spacewatch               |
| 310156 | 2011 QO35              | 16 d'octubre de 2006   | Catalina             | CSS                      |
| 310157 | 2011 QU56              | 4 de novembre de 2004  | Needville            | Needville                |
| 310158 | 2011 QF61              | 21 d'octubre de 1995   | Kitt Peak            | Spacewatch               |
| 310159 | 2011 QO64              | 5 de desembre de 2008  | Mount Lemmon         | Mt. Lemmon Survey        |
| 310160 | 2011 QQ72              | 10 de maig de 2002     | Palomar              | NEAT                     |
| 310161 | 2011 QW91              | 2 d'abril de 2006      | Kitt Peak            | Spacewatch               |
| 310162 | 2011 QQ95              | 5 d'abril de 1995      | Kitt Peak            | Spacewatch               |
| 310163 | 2011 RC1               | 30 de setembre de 2005 | Catalina             | CSS                      |
| 310164 | 2011 RV16              | 9 de febrer de 2002    | Kitt Peak            | Spacewatch               |
| 310165 | 2011 RW16              | 22 de desembre de 2008 | Catalina             | CSS                      |
| 310166 | 2011 SB                | 16 de novembre de 2003 | Kitt Peak            | Spacewatch               |
| 310167 | 2011 SD                | 24 d'agost de 2000     | Socorro              | LINEAR                   |
| 310168 | 2011 SG                | 19 d'agost de 2006     | Kitt Peak            | Spacewatch               |
| 310169 | 2011 SD7               | 4 d'octubre de 2003    | Kitt Peak            | Spacewatch               |
| 310170 | 2011 SN7               | 26 d'agost de 2000     | Cerro Tololo         | M. W. Buie               |
| 310171 | 2011 SU19              | 8 de maig de 2006      | Siding Spring        | Siding Spring Survey     |
| 310172 | 2011 ST26              | 2 de novembre de 2007  | Kitt Peak            | Spacewatch               |
| 310173 | 2011 SQ30              | 3 d'agost de 2002      | Campo Imperatore     | CINEOS                   |
| 310174 | 2011 SV32              | 4 de febrer de 2005    | Mount Lemmon         | Mt. Lemmon Survey        |
| 310175 | 2011 SZ32              | 15 de gener de 2005    | Kitt Peak            | Spacewatch               |
| 310176 | 2011 SZ35              | 18 de juliol de 2006   | Siding Spring        | Siding Spring Survey     |
| 310177 | 2011 SG37              | 8 de març de 2005      | Kitt Peak            | Spacewatch               |
| 310178 | 2011 SK38              | 23 de juny de 2006     | Palomar              | NEAT                     |
| 310179 | 2011 ST39              | 14 de desembre de 2004 | Socorro              | LINEAR                   |
| 310180 | 2011 SB52              | 23 d'octubre de 2006   | Mount Lemmon         | Mt. Lemmon Survey        |
| 310181 | 2011 SM57              | 21 de setembre de 2000 | Kitt Peak            | Spacewatch               |
| 310182 | 2011 SL65              | 2 d'octubre de 1997    | Caussols             | ODAS                     |
| 310183 | 2011 ST65              | 12 de juliol de 2005   | Vail-Jarnac          | Jarnac                   |
| 310184 | 2011 SY67              | 14 de maig de 2010     | Mount Lemmon         | Mt. Lemmon Survey        |
| 310185 | 2011 SV80              | 27 d'agost de 2000     | Cerro Tololo         | M. W. Buie               |
| 310186 | 2011 SE81              | 30 de desembre de 2008 | Mount Lemmon         | Mt. Lemmon Survey        |
| 310187 | 2011 SS88              | 20 de març de 1999     | Apache Point         | Sloan Digital Sky Survey |
| 310188 | 2011 SG92              | 13 d'agost de 2007     | Socorro              | LINEAR                   |
| 310189 | 2011 SE105             | 2 de gener de 2009     | Mount Lemmon         | Mt. Lemmon Survey        |
| 310190 | 2011 SV106             | 25 de novembre de 2006 | Kitt Peak            | Spacewatch               |
| 310191 | 2011 SR114             | 29 de juliol de 2005   | Palomar              | NEAT                     |
| 310192 | 2011 SM115             | 17 de març de 2005     | Kitt Peak            | Spacewatch               |
| 310193 | 2011 SF116             | 31 de desembre de 2008 | Kitt Peak            | Spacewatch               |
| 310194 | 2011 SO116             | 29 de setembre de 2000 | Kitt Peak            | Spacewatch               |
| 310195 | 2011 SS119             | 20 d'abril de 1998     | Kitt Peak            | Spacewatch               |
| 310196 | 2011 SB120             | 13 de febrer de 2004   | Kitt Peak            | Spacewatch               |
| 310197 | 2011 SN120             | 9 d'octubre de 1996    | Kitt Peak            | Spacewatch               |
| 310198 | 2011 SU120             | 11 de març de 2005     | Kitt Peak            | Spacewatch               |
| 310199 | 2011 SM121             | 28 d'agost de 2006     | Kitt Peak            | Spacewatch               |
| 310200 | 2011 SS125             | 16 de gener de 2004    | Kitt Peak            | Spacewatch               |

## 310201-310300
| Nom    | Designació provisional | Data de descobriment   | Lloc de descobriment | Descobridor/s                                          |
| ------ | ---------------------- | ---------------------- | -------------------- | ------------------------------------------------------ |
| 310201 | 2011 SR128             | 13 de setembre de 2005 | Kitt Peak            | Spacewatch                                             |
| 310202 | 2011 SD130             | 28 d'octubre de 2006   | Mount Lemmon         | Mt. Lemmon Survey                                      |
| 310203 | 2011 SK130             | 12 de març de 2002     | Kitt Peak            | Spacewatch                                             |
| 310204 | 2011 SG132             | 23 de setembre de 2005 | Catalina             | CSS                                                    |
| 310205 | 2011 SK132             | 7 d'abril de 2005      | Kitt Peak            | Spacewatch                                             |
| 310206 | 2011 SK135             | 10 de març de 2005     | Mount Lemmon         | Mt. Lemmon Survey                                      |
| 310207 | 2011 SW164             | 21 de setembre de 1998 | Kitt Peak            | Spacewatch                                             |
| 310208 | 2011 SB165             | 27 de setembre de 2000 | Kitt Peak            | Spacewatch                                             |
| 310209 | 2011 ST165             | 12 de novembre de 1999 | Kitt Peak            | Spacewatch                                             |
| 310210 | 2011 SJ172             | 2 de febrer de 2000    | Kitt Peak            | Spacewatch                                             |
| 310211 | 2011 SB173             | 21 de març de 2004     | Kitt Peak            | Spacewatch                                             |
| 310212 | 2011 SF176             | 19 de setembre de 2006 | Kitt Peak            | Spacewatch                                             |
| 310213 | 2011 SM176             | 29 de setembre de 2005 | Catalina             | CSS                                                    |
| 310214 | 2011 SA180             | 16 de novembre de 2006 | Mount Lemmon         | Mt. Lemmon Survey                                      |
| 310215 | 2011 ST180             | 7 de setembre de 2000  | Kitt Peak            | Spacewatch                                             |
| 310216 | 2011 SF184             | 30 d'agost de 2005     | Kitt Peak            | Spacewatch                                             |
| 310217 | 2011 SW184             | 4 de novembre de 2004  | Kitt Peak            | Spacewatch                                             |
| 310218 | 2011 SV190             | 17 de novembre de 1995 | Kitt Peak            | Spacewatch                                             |
| 310219 | 2011 SS194             | 21 de novembre de 2000 | Socorro              | LINEAR                                                 |
| 310220 | 2011 SS206             | 19 de setembre de 2006 | Kitt Peak            | Spacewatch                                             |
| 310221 | 2011 SZ211             | 7 d'octubre de 2004    | Kitt Peak            | Spacewatch                                             |
| 310222 | 2011 SR214             | 10 de gener de 2002    | Cima Ekar            | ADAS                                                   |
| 310223 | 2011 SC217             | 19 d'agost de 2006     | Kitt Peak            | Spacewatch                                             |
| 310224 | 2011 SZ218             | 12 d'octubre de 1998   | Anderson Mesa        | LONEOS                                                 |
| 310225 | 2011 ST219             | 23 de març de 2003     | Kitt Peak            | Spacewatch                                             |
| 310226 | 2011 SU230             | 23 d'agost de 2007     | Kitt Peak            | Spacewatch                                             |
| 310227 | 2011 SE232             | 19 de febrer de 2001   | Socorro              | LINEAR                                                 |
| 310228 | 2011 SF233             | 30 d'abril de 2000     | Kitt Peak            | Spacewatch                                             |
| 310229 | 2011 SP234             | 9 de maig de 2005      | Mount Lemmon         | Mt. Lemmon Survey                                      |
| 310230 | 2011 SP239             | 2 de març de 2006      | Kitt Peak            | Spacewatch                                             |
| 310231 | 2011 SC246             | 27 d'octubre de 2006   | Mount Lemmon         | Mt. Lemmon Survey                                      |
| 310232 | 2011 TO2               | 1 de juliol de 2002    | Palomar              | NEAT                                                   |
| 310233 | 2011 TF4               | 14 de maig de 2004     | Kitt Peak            | Spacewatch                                             |
| 310234 | 2011 TS5               | 13 de setembre de 2005 | Catalina             | CSS                                                    |
| 310235 | 2011 TA9               | 3 de març de 2000      | Apache Point         | Sloan Digital Sky Survey                               |
| 310236 | 2011 TT15              | 11 de febrer de 2004   | Kitt Peak            | Spacewatch                                             |
| 310237 | 2011 UP                | 23 de març de 2003     | Apache Point         | Sloan Digital Sky Survey                               |
| 310238 | 2011 UU1               | 25 d'abril de 2003     | Kitt Peak            | Spacewatch                                             |
| 310239 | 2011 UJ2               | 21 d'agost de 2006     | Kitt Peak            | Spacewatch                                             |
| 310240 | 2011 UR2               | 17 de desembre de 2003 | Socorro              | LINEAR                                                 |
| 310241 | 2011 UA3               | 31 d'agost de 2005     | Palomar              | NEAT                                                   |
| 310242 | 2011 UD6               | 30 de gener de 2004    | Kitt Peak            | Spacewatch                                             |
| 310243 | 2011 UE6               | 11 d'octubre de 1977   | Palomar              | C. J. van Houten, I. van Houten-Groeneveld, T. Gehrels |
| 310244 | 2011 UN7               | 11 de setembre de 2007 | Kitt Peak            | Spacewatch                                             |
| 310245 | 2011 UY7               | 12 de setembre de 2001 | Socorro              | LINEAR                                                 |
| 310246 | 2011 UV8               | 17 d'octubre de 1995   | Kitt Peak            | Spacewatch                                             |
| 310247 | 2011 UW12              | 28 de setembre de 2000 | Kitt Peak            | Spacewatch                                             |
| 310248 | 2011 UY12              | 4 de maig de 2005      | Mount Lemmon         | Mt. Lemmon Survey                                      |
| 310249 | 2011 UN17              | 7 de novembre de 2007  | Kitt Peak            | Spacewatch                                             |
| 310250 | 2011 UB18              | 27 de març de 2000     | Kitt Peak            | Spacewatch                                             |
| 310251 | 2011 UQ18              | 19 de novembre de 1998 | Anderson Mesa        | LONEOS                                                 |
| 310252 | 2011 UV20              | 30 d'octubre de 2002   | Apache Point         | Sloan Digital Sky Survey                               |
| 310253 | 2011 US25              | 4 de juliol de 2002    | Kitt Peak            | Spacewatch                                             |
| 310254 | 2011 UH26              | 13 de setembre de 2005 | Catalina             | CSS                                                    |
| 310255 | 2011 UL26              | 19 de gener de 2004    | Kitt Peak            | Spacewatch                                             |
| 310256 | 2011 UF29              | 30 de juliol de 2005   | Palomar              | NEAT                                                   |
| 310257 | 2011 UM30              | 15 de juliol de 2007   | Siding Spring        | Siding Spring Survey                                   |
| 310258 | 2011 UZ30              | 10 de setembre de 2002 | Palomar              | NEAT                                                   |
| 310259 | 2011 UF31              | 16 de novembre de 2006 | Mount Lemmon         | Mt. Lemmon Survey                                      |
| 310260 | 2011 UV31              | 14 de desembre de 2006 | Eskridge             | D. Tibbets                                             |
| 310261 | 2011 UP32              | 25 de novembre de 2006 | Kitt Peak            | Spacewatch                                             |
| 310262 | 2011 UA33              | 4 de novembre de 2007  | Kitt Peak            | Spacewatch                                             |
| 310263 | 2011 UQ35              | 31 d'agost de 2000     | Socorro              | LINEAR                                                 |
| 310264 | 2011 UU36              | 26 de setembre de 2002 | Palomar              | NEAT                                                   |
| 310265 | 2011 UA38              | 18 de setembre de 2006 | Kitt Peak            | Spacewatch                                             |
| 310266 | 2011 UV41              | 26 de setembre de 2006 | Kitt Peak            | Spacewatch                                             |
| 310267 | 2011 UX41              | 19 de novembre de 2006 | Kitt Peak            | Spacewatch                                             |
| 310268 | 2011 UV47              | 21 de setembre de 2000 | Anderson Mesa        | LONEOS                                                 |
| 310269 | 2011 UV48              | 20 de maig de 2006     | Kitt Peak            | Spacewatch                                             |
| 310270 | 2011 UM49              | 28 de setembre de 2006 | Kitt Peak            | Spacewatch                                             |
| 310271 | 2011 UA50              | 7 de setembre de 2000  | Kitt Peak            | Spacewatch                                             |
| 310272 | 2011 UJ52              | 13 de desembre de 2006 | Kitt Peak            | Spacewatch                                             |
| 310273 | 2011 UT52              | 8 de setembre de 2004  | Uccle                | T. Pauwels, P. De Cat                                  |
| 310274 | 2011 UW54              | 28 d'octubre de 2006   | Catalina             | CSS                                                    |
| 310275 | 2011 UF55              | 20 de novembre de 2004 | Kitt Peak            | Spacewatch                                             |
| 310276 | 2011 US56              | 15 d'octubre de 2006   | Kitt Peak            | Spacewatch                                             |
| 310277 | 2011 UY57              | 21 d'octubre de 2006   | Mount Lemmon         | Mt. Lemmon Survey                                      |
| 310278 | 2011 UQ59              | 17 de febrer de 2004   | Kitt Peak            | Spacewatch                                             |
| 310279 | 2011 UT61              | 18 de febrer de 2004   | Kitt Peak            | Spacewatch                                             |
| 310280 | 2011 UN62              | 25 d'abril de 2007     | Mount Lemmon         | Mt. Lemmon Survey                                      |
| 310281 | 2011 UL64              | 1 d'octubre de 2000    | Socorro              | LINEAR                                                 |
| 310282 | 2011 UV64              | 29 d'octubre de 2003   | Kitt Peak            | Spacewatch                                             |
| 310283 | 2011 UV66              | 27 de març de 2003     | Palomar              | NEAT                                                   |
| 310284 | 2011 UJ72              | 21 de setembre de 2000 | Kitt Peak            | Spacewatch                                             |
| 310285 | 2011 UZ72              | 4 d'octubre de 2004    | Kitt Peak            | Spacewatch                                             |
| 310286 | 2011 UF76              | 17 de novembre de 2006 | Kitt Peak            | Spacewatch                                             |
| 310287 | 2011 UZ77              | 2 de novembre de 2007  | Kitt Peak            | Spacewatch                                             |
| 310288 | 2011 UB78              | 3 de desembre de 2002  | Palomar              | NEAT                                                   |
| 310289 | 2011 US78              | 2 d'octubre de 2006    | Kitt Peak            | Spacewatch                                             |
| 310290 | 2011 UG80              | 24 de març de 2003     | Kitt Peak            | Spacewatch                                             |
| 310291 | 2011 UJ80              | 1 de novembre de 2000  | Socorro              | LINEAR                                                 |
| 310292 | 2011 UM81              | 11 d'abril de 2005     | Mount Lemmon         | Mt. Lemmon Survey                                      |
| 310293 | 2011 UR82              | 7 de febrer de 2002    | Palomar              | NEAT                                                   |
| 310294 | 2011 UV82              | 13 de gener de 2002    | Kitt Peak            | Spacewatch                                             |
| 310295 | 2011 UF83              | 26 de març de 2003     | Kitt Peak            | Spacewatch                                             |
| 310296 | 2011 UJ83              | 13 d'octubre de 1998   | Kitt Peak            | Spacewatch                                             |
| 310297 | 2011 UC84              | 14 de setembre de 2002 | Palomar              | NEAT                                                   |
| 310298 | 2011 UA86              | 5 d'abril de 2003      | Kitt Peak            | Spacewatch                                             |
| 310299 | 2011 UU90              | 10 d'octubre de 2004   | Kitt Peak            | Spacewatch                                             |
| 310300 | 2011 UL94              | 10 de novembre de 2004 | Kitt Peak            | Spacewatch                                             |

## 310301-310400
| Nom    | Designació provisional | Data de descobriment   | Lloc de descobriment | Descobridor/s                                          |
| ------ | ---------------------- | ---------------------- | -------------------- | ------------------------------------------------------ |
| 310301 | 2011 UK95              | 13 de setembre de 1996 | Kitt Peak            | Spacewatch                                             |
| 310302 | 2011 UX95              | 25 d'abril de 2000     | Kitt Peak            | Spacewatch                                             |
| 310303 | 2011 UN103             | 19 de setembre de 1973 | Palomar              | C. J. van Houten, I. van Houten-Groeneveld, T. Gehrels |
| 310304 | 2011 UM105             | 4 de març de 2005      | Mount Lemmon         | Mt. Lemmon Survey                                      |
| 310305 | 2011 UY105             | 24 de setembre de 1995 | Kitt Peak            | Spacewatch                                             |
| 310306 | 2011 UE107             | 1 de novembre de 2000  | Socorro              | LINEAR                                                 |
| 310307 | 2011 UD108             | 3 d'octubre de 2002    | Socorro              | LINEAR                                                 |
| 310308 | 2011 UH112             | 2 de desembre de 2008  | Kitt Peak            | Spacewatch                                             |
| 310309 | 2011 UT112             | 24 d'abril de 2009     | Mount Lemmon         | Mt. Lemmon Survey                                      |
| 310310 | 2011 UO113             | 19 d'octubre de 2007   | Catalina             | CSS                                                    |
| 310311 | 2011 UD114             | 13 de setembre de 2007 | Mount Lemmon         | Mt. Lemmon Survey                                      |
| 310312 | 2011 UZ121             | 9 de febrer de 2008    | Mount Lemmon         | Mt. Lemmon Survey                                      |
| 310313 | 2011 UD125             | 8 de setembre de 2004  | Socorro              | LINEAR                                                 |
| 310314 | 2011 UG127             | 10 de març de 2003     | Anderson Mesa        | LONEOS                                                 |
| 310315 | 2011 UN127             | 28 d'octubre de 2005   | Catalina             | CSS                                                    |
| 310316 | 2011 UQ131             | 20 de novembre de 2004 | Kitt Peak            | Spacewatch                                             |
| 310317 | 2011 UN134             | 9 de novembre de 2007  | Kitt Peak            | Spacewatch                                             |
| 310318 | 2011 UP134             | 17 de setembre de 2006 | Anderson Mesa        | LONEOS                                                 |
| 310319 | 2011 UC141             | 28 de maig de 2000     | Socorro              | LINEAR                                                 |
| 310320 | 2011 UO149             | 23 d'octubre de 1997   | Kitt Peak            | Spacewatch                                             |
| 310321 | 2011 UW157             | 9 de febrer de 2005    | Kitt Peak            | Spacewatch                                             |
| 310322 | 2011 UP160             | 4 d'octubre de 2005    | Catalina             | CSS                                                    |
| 310323 | 2011 UW160             | 16 d'abril de 2005     | Kitt Peak            | Spacewatch                                             |
| 310324 | 2011 UD161             | 25 d'abril de 2003     | Kitt Peak            | Spacewatch                                             |
| 310325 | 2011 UT161             | 5 de setembre de 2002  | Socorro              | LINEAR                                                 |
| 310326 | 2011 UO164             | 10 de febrer de 2002   | Socorro              | LINEAR                                                 |
| 310327 | 2011 UX177             | 9 d'octubre de 2004    | Kitt Peak            | Spacewatch                                             |
| 310328 | 2011 UA178             | 16 de novembre de 2000 | Kitt Peak            | Spacewatch                                             |
| 310329 | 2011 UW178             | 18 de setembre de 2006 | Catalina             | CSS                                                    |
| 310330 | 2011 UJ180             | 12 de maig de 2004     | Siding Spring        | Siding Spring Survey                                   |
| 310331 | 2011 UQ180             | 1 de febrer de 2000    | Kitt Peak            | Spacewatch                                             |
| 310332 | 2011 UP181             | 13 d'agost de 2002     | Palomar              | NEAT                                                   |
| 310333 | 2011 UO182             | 9 d'octubre de 2004    | Anderson Mesa        | LONEOS                                                 |
| 310334 | 2011 UL183             | 3 de maig de 2009      | Kitt Peak            | Spacewatch                                             |
| 310335 | 2011 UT191             | 2 de febrer de 2006    | Kitt Peak            | Spacewatch                                             |
| 310336 | 2011 UZ195             | 21 de juliol de 2004   | Siding Spring        | Siding Spring Survey                                   |
| 310337 | 2011 UC197             | 25 de setembre de 2005 | Catalina             | CSS                                                    |
| 310338 | 2011 UW200             | 11 d'agost de 1997     | Kitt Peak            | Spacewatch                                             |
| 310339 | 2011 UZ200             | 10 de setembre de 2007 | Catalina             | CSS                                                    |
| 310340 | 2011 UJ202             | 30 d'abril de 2004     | Kitt Peak            | Spacewatch                                             |
| 310341 | 2011 UJ206             | 30 d'abril de 2005     | Kitt Peak            | Spacewatch                                             |
| 310342 | 2011 UW206             | 30 de setembre de 2005 | Mauna Kea            | A. Boattini                                            |
| 310343 | 2011 UU216             | 24 de juny de 1997     | Caussols             | ODAS                                                   |
| 310344 | 2011 UP239             | 9 d'agost de 2007      | Kitt Peak            | Spacewatch                                             |
| 310345 | 2011 UV241             | 30 de setembre de 2005 | Anderson Mesa        | LONEOS                                                 |
| 310346 | 2011 UL244             | 14 de setembre de 2002 | Haleakala            | NEAT                                                   |
| 310347 | 2011 UL245             | 4 de desembre de 2000  | Haleakala            | NEAT                                                   |
| 310348 | 2011 UQ247             | 22 de setembre de 2000 | Kitt Peak            | Spacewatch                                             |
| 310349 | 2011 UQ249             | 8 d'agost de 2002      | Palomar              | NEAT                                                   |
| 310350 | 2011 UY250             | 16 de novembre de 2006 | Kitt Peak            | Spacewatch                                             |
| 310351 | 2011 UL254             | 3 de novembre de 2000  | Kitt Peak            | Spacewatch                                             |
| 310352 | 2011 UW254             | 11 de novembre de 2007 | Mount Lemmon         | Mt. Lemmon Survey                                      |
| 310353 | 2011 UQ257             | 15 de setembre de 2006 | Kitt Peak            | Spacewatch                                             |
| 310354 | 2011 UD259             | 2 d'octubre de 2002    | Kvistaberg           | Kvistaberg                                             |
| 310355 | 2011 UY263             | 4 de maig de 2005      | Kitt Peak            | Spacewatch                                             |
| 310356 | 2011 UM264             | 8 d'agost de 2007      | Socorro              | LINEAR                                                 |
| 310357 | 2011 UE266             | 8 d'octubre de 2005    | Junk Bond            | D. Healy                                               |
| 310358 | 2011 UH270             | 24 de maig de 2006     | Mount Lemmon         | Mt. Lemmon Survey                                      |
| 310359 | 2011 UQ274             | 30 de setembre de 2005 | Anderson Mesa        | LONEOS                                                 |
| 310360 | 2011 UL280             | 25 de novembre de 2006 | Mount Lemmon         | Mt. Lemmon Survey                                      |
| 310361 | 2011 UE281             | 22 de gener de 1998    | Kitt Peak            | Spacewatch                                             |
| 310362 | 2011 UE288             | 13 de novembre de 1998 | Caussols             | ODAS                                                   |
| 310363 | 2011 UX334             | 14 d'abril de 2010     | Mount Lemmon         | Mt. Lemmon Survey                                      |
| 310364 | 2011 UH335             | 9 de febrer de 2005    | Mount Lemmon         | Mt. Lemmon Survey                                      |
| 310365 | 2011 UN335             | 19 de desembre de 2003 | Socorro              | LINEAR                                                 |
| 310366 | 2011 UQ335             | 26 de març de 2003     | Palomar              | NEAT                                                   |
| 310367 | 2011 UT335             | 21 d'octubre de 1995   | Kitt Peak            | Spacewatch                                             |
| 310368 | 2011 UQ336             | 16 de febrer de 2004   | Kitt Peak            | Spacewatch                                             |
| 310369 | 2011 UE337             | 17 d'octubre de 2006   | Catalina             | CSS                                                    |
| 310370 | 2011 UF337             | 1 d'octubre de 2000    | Socorro              | LINEAR                                                 |
| 310371 | 2011 UM337             | 11 d'octubre de 2001   | Palomar              | NEAT                                                   |
| 310372 | 2011 UM338             | 16 de juliol de 2002   | Palomar              | NEAT                                                   |
| 310373 | 2718 P-L               | 24 de setembre de 1960 | Palomar              | C. J. van Houten, I. van Houten-Groeneveld, T. Gehrels |
| 310374 | 1046 T-2               | 29 de setembre de 1973 | Palomar              | C. J. van Houten, I. van Houten-Groeneveld, T. Gehrels |
| 310375 | 2639 T-3               | 16 d'octubre de 1977   | Palomar              | C. J. van Houten, I. van Houten-Groeneveld, T. Gehrels |
| 310376 | 3318 T-3               | 16 d'octubre de 1977   | Palomar              | C. J. van Houten, I. van Houten-Groeneveld, T. Gehrels |
| 310377 | 1993 UK5               | 20 d'octubre de 1993   | La Silla             | E. W. Elst                                             |
| 310378 | 1994 EM8               | 6 de març de 1994      | Kitt Peak            | Spacewatch                                             |
| 310379 | 1994 NZ                | 4 de juliol de 1994    | Palomar              | E. F. Helin                                            |
| 310380 | 1994 RS8               | 12 de setembre de 1994 | Kitt Peak            | Spacewatch                                             |
| 310381 | 1994 SV5               | 28 de setembre de 1994 | Kitt Peak            | Spacewatch                                             |
| 310382 | 1995 QD6               | 22 d'agost de 1995     | Kitt Peak            | Spacewatch                                             |
| 310383 | 1995 SM                | 17 de setembre de 1995 | Ondrejov             | M. Wolf                                                |
| 310384 | 1995 SQ21              | 19 de setembre de 1995 | Kitt Peak            | Spacewatch                                             |
| 310385 | 1995 SH43              | 25 de setembre de 1995 | Kitt Peak            | Spacewatch                                             |
| 310386 | 1996 XC4               | 4 de desembre de 1996  | Kitt Peak            | Spacewatch                                             |
| 310387 | 1997 WT11              | 22 de novembre de 1997 | Kitt Peak            | Spacewatch                                             |
| 310388 | 1997 YY15              | 29 de desembre de 1997 | Kitt Peak            | Spacewatch                                             |
| 310389 | 1998 DO19              | 24 de febrer de 1998   | Kitt Peak            | Spacewatch                                             |
| 310390 | 1998 HC2               | 17 d'abril de 1998     | Modra                | A. Galad, A. Pravda                                    |
| 310391 | 1998 HK156             | 21 d'abril de 1998     | Socorro              | LINEAR                                                 |
| 310392 | 1998 MU16              | 27 de juny de 1998     | Kitt Peak            | Spacewatch                                             |
| 310393 | 1998 RU3               | 14 de setembre de 1998 | Socorro              | LINEAR                                                 |
| 310394 | 1998 RO47              | 14 de setembre de 1998 | Socorro              | LINEAR                                                 |
| 310395 | 1998 TM15              | 14 d'octubre de 1998   | Caussols             | ODAS                                                   |
| 310396 | 1998 VS40              | 14 de novembre de 1998 | Kitt Peak            | Spacewatch                                             |
| 310397 | 1998 WF37              | 15 de novembre de 1998 | Kitt Peak            | Spacewatch                                             |
| 310398 | 1999 AA3               | 9 de gener de 1999     | Kitt Peak            | Spacewatch                                             |
| 310399 | 1999 CC7               | 10 de febrer de 1999   | Socorro              | LINEAR                                                 |
| 310400 | 1999 CW29              | 10 de febrer de 1999   | Socorro              | LINEAR                                                 |

## 310401-310500
| Nom    | Designació provisional | Data de descobriment   | Lloc de descobriment | Descobridor/s        |
| ------ | ---------------------- | ---------------------- | -------------------- | -------------------- |
| 310401 | 1999 CW79              | 12 de febrer de 1999   | Socorro              | LINEAR               |
| 310402 | 1999 EE5               | 15 de març de 1999     | Socorro              | LINEAR               |
| 310403 | 1999 LF                | 4 de juny de 1999      | Catalina             | CSS                  |
| 310404 | 1999 RL1               | 5 de setembre de 1999  | Catalina             | CSS                  |
| 310405 | 1999 RR37              | 10 de setembre de 1999 | Kitt Peak            | Spacewatch           |
| 310406 | 1999 RL198             | 9 de setembre de 1999  | Socorro              | LINEAR               |
| 310407 | 1999 ST22              | 30 de setembre de 1999 | Catalina             | CSS                  |
| 310408 | 1999 TG43              | 3 d'octubre de 1999    | Kitt Peak            | Spacewatch           |
| 310409 | 1999 TG78              | 11 d'octubre de 1999   | Kitt Peak            | Spacewatch           |
| 310410 | 1999 TO80              | 11 d'octubre de 1999   | Kitt Peak            | Spacewatch           |
| 310411 | 1999 TO125             | 4 d'octubre de 1999    | Socorro              | LINEAR               |
| 310412 | 1999 TE129             | 6 d'octubre de 1999    | Socorro              | LINEAR               |
| 310413 | 1999 TN150             | 7 d'octubre de 1999    | Socorro              | LINEAR               |
| 310414 | 1999 TS150             | 7 d'octubre de 1999    | Socorro              | LINEAR               |
| 310415 | 1999 TW175             | 10 d'octubre de 1999   | Socorro              | LINEAR               |
| 310416 | 1999 TT202             | 13 d'octubre de 1999   | Socorro              | LINEAR               |
| 310417 | 1999 TK293             | 12 d'octubre de 1999   | Socorro              | LINEAR               |
| 310418 | 1999 UX28              | 31 d'octubre de 1999   | Kitt Peak            | Spacewatch           |
| 310419 | 1999 UO33              | 31 d'octubre de 1999   | Kitt Peak            | Spacewatch           |
| 310420 | 1999 VV3               | 1 de novembre de 1999  | Kitt Peak            | Spacewatch           |
| 310421 | 1999 VD80              | 4 de novembre de 1999  | Socorro              | LINEAR               |
| 310422 | 1999 VK98              | 29 d'octubre de 1999   | Kitt Peak            | Spacewatch           |
| 310423 | 1999 VA104             | 9 de novembre de 1999  | Socorro              | LINEAR               |
| 310424 | 1999 VX120             | 4 de novembre de 1999  | Kitt Peak            | Spacewatch           |
| 310425 | 1999 VV135             | 9 de novembre de 1999  | Socorro              | LINEAR               |
| 310426 | 1999 VU154             | 12 de novembre de 1999 | Kitt Peak            | Spacewatch           |
| 310427 | 1999 VA186             | 15 de novembre de 1999 | Socorro              | LINEAR               |
| 310428 | 1999 WV18              | 30 de novembre de 1999 | Kitt Peak            | Spacewatch           |
| 310429 | 1999 XP19              | 5 de desembre de 1999  | Socorro              | LINEAR               |
| 310430 | 1999 XK139             | 2 de desembre de 1999  | Kitt Peak            | Spacewatch           |
| 310431 | 1999 XT218             | 15 de desembre de 1999 | Kitt Peak            | Spacewatch           |
| 310432 | 1999 XN226             | 14 de desembre de 1999 | Kitt Peak            | Spacewatch           |
| 310433 | 2000 AH1               | 13 de gener de 2000    | Kitt Peak            | Spacewatch           |
| 310434 | 2000 AP146             | 7 de gener de 2000     | Socorro              | LINEAR               |
| 310435 | 2000 AV156             | 3 de gener de 2000     | Socorro              | LINEAR               |
| 310436 | 2000 AB169             | 7 de gener de 2000     | Socorro              | LINEAR               |
| 310437 | 2000 AZ206             | 3 de gener de 2000     | Kitt Peak            | Spacewatch           |
| 310438 | 2000 AS234             | 5 de gener de 2000     | Socorro              | LINEAR               |
| 310439 | 2000 AT253             | 7 de gener de 2000     | Kitt Peak            | Spacewatch           |
| 310440 | 2000 BL2               | 25 de gener de 2000    | Socorro              | LINEAR               |
| 310441 | 2000 BH34              | 30 de gener de 2000    | Catalina             | CSS                  |
| 310442 | 2000 CH59              | 6 de febrer de 2000    | Socorro              | LINEAR               |
| 310443 | 2000 CF111             | 6 de febrer de 2000    | Kitt Peak            | M. W. Buie           |
| 310444 | 2000 DV32              | 29 de febrer de 2000   | Socorro              | LINEAR               |
| 310445 | 2000 DH100             | 29 de febrer de 2000   | Socorro              | LINEAR               |
| 310446 | 2000 GR163             | 10 d'abril de 2000     | Haleakala            | NEAT                 |
| 310447 | 2000 HL59              | 25 d'abril de 2000     | Anderson Mesa        | LONEOS               |
| 310448 | 2000 JS9               | 3 de maig de 2000      | Socorro              | LINEAR               |
| 310449 | 2000 LC3               | 4 de juny de 2000      | Modra                | L. Kornos, P. Koleny |
| 310450 | 2000 LV29              | 5 de juny de 2000      | Kitt Peak            | Spacewatch           |
| 310451 | 2000 PT27              | 9 d'agost de 2000      | Socorro              | LINEAR               |
| 310452 | 2000 QT6               | 23 d'agost de 2000     | Reedy Creek          | J. Broughton         |
| 310453 | 2000 QX20              | 24 d'agost de 2000     | Socorro              | LINEAR               |
| 310454 | 2000 QQ41              | 24 d'agost de 2000     | Socorro              | LINEAR               |
| 310455 | 2000 QR43              | 24 d'agost de 2000     | Socorro              | LINEAR               |
| 310456 | 2000 QM147             | 26 d'agost de 2000     | Socorro              | LINEAR               |
| 310457 | 2000 QU147             | 31 d'agost de 2000     | Socorro              | LINEAR               |
| 310458 | 2000 QA180             | 28 d'agost de 2000     | Socorro              | LINEAR               |
| 310459 | 2000 QS216             | 31 d'agost de 2000     | Socorro              | LINEAR               |
| 310460 | 2000 QA228             | 31 d'agost de 2000     | Socorro              | LINEAR               |
| 310461 | 2000 QD228             | 31 d'agost de 2000     | Socorro              | LINEAR               |
| 310462 | 2000 QW254             | 20 d'agost de 2000     | Kitt Peak            | Spacewatch           |
| 310463 | 2000 RE40              | 3 de setembre de 2000  | Socorro              | LINEAR               |
| 310464 | 2000 SF                | 18 de setembre de 2000 | Socorro              | LINEAR               |
| 310465 | 2000 ST9               | 23 de setembre de 2000 | Socorro              | LINEAR               |
| 310466 | 2000 ST12              | 20 de setembre de 2000 | Socorro              | LINEAR               |
| 310467 | 2000 SB24              | 24 de setembre de 2000 | Socorro              | LINEAR               |
| 310468 | 2000 SK51              | 23 de setembre de 2000 | Socorro              | LINEAR               |
| 310469 | 2000 SV53              | 24 de setembre de 2000 | Socorro              | LINEAR               |
| 310470 | 2000 SX86              | 24 de setembre de 2000 | Socorro              | LINEAR               |
| 310471 | 2000 SS102             | 24 de setembre de 2000 | Socorro              | LINEAR               |
| 310472 | 2000 SA129             | 25 de setembre de 2000 | Socorro              | LINEAR               |
| 310473 | 2000 SA133             | 23 de setembre de 2000 | Socorro              | LINEAR               |
| 310474 | 2000 SL133             | 23 de setembre de 2000 | Socorro              | LINEAR               |
| 310475 | 2000 SV167             | 23 de setembre de 2000 | Socorro              | LINEAR               |
| 310476 | 2000 SU168             | 23 de setembre de 2000 | Socorro              | LINEAR               |
| 310477 | 2000 SG211             | 25 de setembre de 2000 | Socorro              | LINEAR               |
| 310478 | 2000 SY242             | 24 de setembre de 2000 | Socorro              | LINEAR               |
| 310479 | 2000 SK245             | 24 de setembre de 2000 | Socorro              | LINEAR               |
| 310480 | 2000 SB246             | 24 de setembre de 2000 | Socorro              | LINEAR               |
| 310481 | 2000 SA248             | 21 de setembre de 2000 | Anderson Mesa        | LONEOS               |
| 310482 | 2000 SX280             | 26 de setembre de 2000 | Socorro              | LINEAR               |
| 310483 | 2000 SZ289             | 27 de setembre de 2000 | Socorro              | LINEAR               |
| 310484 | 2000 SZ302             | 28 de setembre de 2000 | Socorro              | LINEAR               |
| 310485 | 2000 SD344             | 22 de setembre de 2000 | Haleakala            | NEAT                 |
| 310486 | 2000 SB361             | 23 de setembre de 2000 | Anderson Mesa        | LONEOS               |
| 310487 | 2000 SB362             | 23 de setembre de 2000 | Anderson Mesa        | LONEOS               |
| 310488 | 2000 TV30              | 3 d'octubre de 2000    | Kitt Peak            | Spacewatch           |
| 310489 | 2000 TD62              | 2 d'octubre de 2000    | Anderson Mesa        | LONEOS               |
| 310490 | 2000 UR1               | 19 d'octubre de 2000   | Kitt Peak            | Spacewatch           |
| 310491 | 2000 UT12              | 25 d'octubre de 2000   | Socorro              | LINEAR               |
| 310492 | 2000 UK26              | 24 d'octubre de 2000   | Socorro              | LINEAR               |
| 310493 | 2000 UZ30              | 29 d'octubre de 2000   | Kitt Peak            | Spacewatch           |
| 310494 | 2000 UC34              | 24 d'octubre de 2000   | Socorro              | LINEAR               |
| 310495 | 2000 UD36              | 24 d'octubre de 2000   | Socorro              | LINEAR               |
| 310496 | 2000 UY72              | 25 d'octubre de 2000   | Socorro              | LINEAR               |
| 310497 | 2000 UJ83              | 30 d'octubre de 2000   | Socorro              | LINEAR               |
| 310498 | 2000 UJ93              | 25 d'octubre de 2000   | Socorro              | LINEAR               |
| 310499 | 2000 UV114             | 25 d'octubre de 2000   | Socorro              | LINEAR               |
| 310500 | 2000 VM21              | 1 de novembre de 2000  | Socorro              | LINEAR               |

## 310501-310600
| Nom    | Designació provisional | Data de descobriment   | Lloc de descobriment | Descobridor/s         |
| ------ | ---------------------- | ---------------------- | -------------------- | --------------------- |
| 310501 | 2000 VG56              | 3 de novembre de 2000  | Socorro              | LINEAR                |
| 310502 | 2000 WN7               | 20 de novembre de 2000 | Socorro              | LINEAR                |
| 310503 | 2000 WZ15              | 21 de novembre de 2000 | Socorro              | LINEAR                |
| 310504 | 2000 WN16              | 21 de novembre de 2000 | Socorro              | LINEAR                |
| 310505 | 2000 WA17              | 21 de novembre de 2000 | Socorro              | LINEAR                |
| 310506 | 2000 WL27              | 25 de novembre de 2000 | Kitt Peak            | Spacewatch            |
| 310507 | 2000 WU56              | 21 de novembre de 2000 | Socorro              | LINEAR                |
| 310508 | 2000 WP75              | 20 de novembre de 2000 | Socorro              | LINEAR                |
| 310509 | 2000 WF102             | 26 de novembre de 2000 | Socorro              | LINEAR                |
| 310510 | 2000 WV112             | 20 de novembre de 2000 | Socorro              | LINEAR                |
| 310511 | 2000 WG147             | 29 de novembre de 2000 | Haleakala            | NEAT                  |
| 310512 | 2000 WL148             | 29 de novembre de 2000 | Kitt Peak            | Spacewatch            |
| 310513 | 2000 WF174             | 26 de novembre de 2000 | Socorro              | LINEAR                |
| 310514 | 2000 XK15              | 5 de desembre de 2000  | Bohyunsan            | Y.-B. Jeon, B.-C. Lee |
| 310515 | 2000 XS18              | 4 de desembre de 2000  | Socorro              | LINEAR                |
| 310516 | 2000 XW22              | 4 de desembre de 2000  | Socorro              | LINEAR                |
| 310517 | 2000 XS48              | 4 de desembre de 2000  | Socorro              | LINEAR                |
| 310518 | 2000 YF13              | 21 de desembre de 2000 | Kitt Peak            | Spacewatch            |
| 310519 | 2000 YW32              | 30 de desembre de 2000 | Socorro              | LINEAR                |
| 310520 | 2000 YH38              | 30 de desembre de 2000 | Socorro              | LINEAR                |
| 310521 | 2000 YC57              | 30 de desembre de 2000 | Socorro              | LINEAR                |
| 310522 | 2000 YS66              | 30 de desembre de 2000 | Socorro              | LINEAR                |
| 310523 | 2000 YA115             | 30 de desembre de 2000 | Socorro              | LINEAR                |
| 310524 | 2000 YZ127             | 29 de desembre de 2000 | Kitt Peak            | Spacewatch            |
| 310525 | 2000 YY128             | 29 de desembre de 2000 | Haleakala            | NEAT                  |
| 310526 | 2000 YW133             | 31 de desembre de 2000 | Kitt Peak            | Spacewatch            |
| 310527 | 2001 AP1               | 2 de gener de 2001     | Socorro              | LINEAR                |
| 310528 | 2001 AB6               | 2 de gener de 2001     | Socorro              | LINEAR                |
| 310529 | 2001 BO7               | 19 de gener de 2001    | Socorro              | LINEAR                |
| 310530 | 2001 BD8               | 19 de gener de 2001    | Socorro              | LINEAR                |
| 310531 | 2001 BC11              | 16 de gener de 2001    | Haleakala            | NEAT                  |
| 310532 | 2001 BB18              | 19 de gener de 2001    | Socorro              | LINEAR                |
| 310533 | 2001 BN33              | 20 de gener de 2001    | Socorro              | LINEAR                |
| 310534 | 2001 BC35              | 20 de gener de 2001    | Socorro              | LINEAR                |
| 310535 | 2001 BJ43              | 19 de gener de 2001    | Socorro              | LINEAR                |
| 310536 | 2001 BT50              | 27 de gener de 2001    | Ondrejov             | P. Kusnirak           |
| 310537 | 2001 BN52              | 17 de gener de 2001    | Kitt Peak            | Spacewatch            |
| 310538 | 2001 BG83              | 18 de gener de 2001    | Socorro              | LINEAR                |
| 310539 | 2001 CH22              | 1 de febrer de 2001    | Anderson Mesa        | LONEOS                |
| 310540 | 2001 CC28              | 2 de febrer de 2001    | Anderson Mesa        | LONEOS                |
| 310541 | 2001 DT3               | 16 de febrer de 2001   | Socorro              | LINEAR                |
| 310542 | 2001 DW25              | 17 de febrer de 2001   | Socorro              | LINEAR                |
| 310543 | 2001 DX25              | 17 de febrer de 2001   | Socorro              | LINEAR                |
| 310544 | 2001 DF66              | 19 de febrer de 2001   | Socorro              | LINEAR                |
| 310545 | 2001 DF97              | 17 de febrer de 2001   | Socorro              | LINEAR                |
| 310546 | 2001 DE109             | 21 de febrer de 2001   | Kitt Peak            | Spacewatch            |
| 310547 | 2001 EX5               | 2 de març de 2001      | Anderson Mesa        | LONEOS                |
| 310548 | 2001 EW8               | 2 de març de 2001      | Anderson Mesa        | LONEOS                |
| 310549 | 2001 EF17              | 14 de març de 2001     | Socorro              | LINEAR                |
| 310550 | 2001 FY151             | 24 de març de 2001     | Haleakala            | NEAT                  |
| 310551 | 2001 FC179             | 20 de març de 2001     | Anderson Mesa        | LONEOS                |
| 310552 | 2001 OT42              | 22 de juliol de 2001   | Palomar              | NEAT                  |
| 310553 | 2001 OY42              | 22 de juliol de 2001   | Palomar              | NEAT                  |
| 310554 | 2001 PA19              | 10 d'agost de 2001     | Palomar              | NEAT                  |
| 310555 | 2001 PU33              | 10 d'agost de 2001     | Palomar              | NEAT                  |
| 310556 | 2001 PW36              | 11 d'agost de 2001     | Palomar              | NEAT                  |
| 310557 | 2001 PJ40              | 11 d'agost de 2001     | Palomar              | NEAT                  |
| 310558 | 2001 PL65              | 12 d'agost de 2001     | Palomar              | NEAT                  |
| 310559 | 2001 QN132             | 20 d'agost de 2001     | Socorro              | LINEAR                |
| 310560 | 2001 QL142             | 24 d'agost de 2001     | Anderson Mesa        | LONEOS                |
| 310561 | 2001 QQ230             | 24 d'agost de 2001     | Anderson Mesa        | LONEOS                |
| 310562 | 2001 RC15              | 10 de setembre de 2001 | Socorro              | LINEAR                |
| 310563 | 2001 RO56              | 12 de setembre de 2001 | Socorro              | LINEAR                |
| 310564 | 2001 RJ121             | 12 de setembre de 2001 | Socorro              | LINEAR                |
| 310565 | 2001 RU137             | 12 de setembre de 2001 | Socorro              | LINEAR                |
| 310566 | 2001 SO11              | 16 de setembre de 2001 | Socorro              | LINEAR                |
| 310567 | 2001 SD67              | 17 de setembre de 2001 | Socorro              | LINEAR                |
| 310568 | 2001 SO78              | 19 de setembre de 2001 | Socorro              | LINEAR                |
| 310569 | 2001 SD97              | 20 de setembre de 2001 | Socorro              | LINEAR                |
| 310570 | 2001 SR141             | 16 de setembre de 2001 | Socorro              | LINEAR                |
| 310571 | 2001 SB147             | 16 de setembre de 2001 | Socorro              | LINEAR                |
| 310572 | 2001 SS209             | 19 de setembre de 2001 | Socorro              | LINEAR                |
| 310573 | 2001 ST228             | 19 de setembre de 2001 | Socorro              | LINEAR                |
| 310574 | 2001 SH262             | 19 de setembre de 2001 | Socorro              | LINEAR                |
| 310575 | 2001 SZ332             | 19 de setembre de 2001 | Socorro              | LINEAR                |
| 310576 | 2001 SY341             | 21 de setembre de 2001 | Palomar              | NEAT                  |
| 310577 | 2001 TX32              | 14 d'octubre de 2001   | Socorro              | LINEAR                |
| 310578 | 2001 TT36              | 14 d'octubre de 2001   | Socorro              | LINEAR                |
| 310579 | 2001 TL89              | 14 d'octubre de 2001   | Socorro              | LINEAR                |
| 310580 | 2001 TX134             | 13 d'octubre de 2001   | Palomar              | NEAT                  |
| 310581 | 2001 TY202             | 11 d'octubre de 2001   | Socorro              | LINEAR                |
| 310582 | 2001 TP235             | 15 d'octubre de 2001   | Palomar              | NEAT                  |
| 310583 | 2001 TO257             | 10 d'octubre de 2001   | Palomar              | NEAT                  |
| 310584 | 2001 TM261             | 10 d'octubre de 2001   | Palomar              | NEAT                  |
| 310585 | 2001 UU20              | 18 d'octubre de 2001   | Palomar              | NEAT                  |
| 310586 | 2001 UH100             | 17 d'octubre de 2001   | Socorro              | LINEAR                |
| 310587 | 2001 US103             | 20 d'octubre de 2001   | Socorro              | LINEAR                |
| 310588 | 2001 UZ117             | 22 d'octubre de 2001   | Socorro              | LINEAR                |
| 310589 | 2001 UM187             | 17 d'octubre de 2001   | Palomar              | NEAT                  |
| 310590 | 2001 UE212             | 21 d'octubre de 2001   | Socorro              | LINEAR                |
| 310591 | 2001 UE229             | 16 d'octubre de 2001   | Palomar              | NEAT                  |
| 310592 | 2001 VM10              | 10 de novembre de 2001 | Socorro              | LINEAR                |
| 310593 | 2001 VS67              | 10 de novembre de 2001 | Socorro              | LINEAR                |
| 310594 | 2001 VT82              | 10 de novembre de 2001 | Socorro              | LINEAR                |
| 310595 | 2001 VQ101             | 12 de novembre de 2001 | Socorro              | LINEAR                |
| 310596 | 2001 WE3               | 16 de novembre de 2001 | Kitt Peak            | Spacewatch            |
| 310597 | 2001 WE4               | 18 de novembre de 2001 | Bisei SG Center      | BATTeRS               |
| 310598 | 2001 WV32              | 17 de novembre de 2001 | Socorro              | LINEAR                |
| 310599 | 2001 WT45              | 19 de novembre de 2001 | Socorro              | LINEAR                |
| 310600 | 2001 WK77              | 20 de novembre de 2001 | Socorro              | LINEAR                |

## 310601-310700
| Nom    | Designació provisional | Data de descobriment   | Lloc de descobriment | Descobridor/s               |
| ------ | ---------------------- | ---------------------- | -------------------- | --------------------------- |
| 310601 | 2001 XS3               | 9 de desembre de 2001  | Socorro              | LINEAR                      |
| 310602 | 2001 XG14              | 9 de desembre de 2001  | Socorro              | LINEAR                      |
| 310603 | 2001 XZ21              | 9 de desembre de 2001  | Socorro              | LINEAR                      |
| 310604 | 2001 XJ128             | 14 de desembre de 2001 | Socorro              | LINEAR                      |
| 310605 | 2001 XF135             | 14 de desembre de 2001 | Socorro              | LINEAR                      |
| 310606 | 2001 XH168             | 14 de desembre de 2001 | Socorro              | LINEAR                      |
| 310607 | 2001 XW169             | 14 de desembre de 2001 | Socorro              | LINEAR                      |
| 310608 | 2001 XB201             | 15 de desembre de 2001 | Socorro              | LINEAR                      |
| 310609 | 2001 XZ224             | 15 de desembre de 2001 | Socorro              | LINEAR                      |
| 310610 | 2001 XK240             | 15 de desembre de 2001 | Socorro              | LINEAR                      |
| 310611 | 2001 YU20              | 18 de desembre de 2001 | Socorro              | LINEAR                      |
| 310612 | 2001 YD58              | 18 de desembre de 2001 | Socorro              | LINEAR                      |
| 310613 | 2001 YC141             | 17 de desembre de 2001 | Socorro              | LINEAR                      |
| 310614 | 2001 YG156             | 20 de desembre de 2001 | Palomar              | NEAT                        |
| 310615 | 2001 YA158             | 18 de desembre de 2001 | Apache Point         | Sloan Digital Sky Survey    |
| 310616 | 2002 AX                | 5 de gener de 2002     | Kitt Peak            | Spacewatch                  |
| 310617 | 2002 AY25              | 8 de gener de 2002     | Kitt Peak            | Spacewatch                  |
| 310618 | 2002 AN52              | 9 de gener de 2002     | Socorro              | LINEAR                      |
| 310619 | 2002 AB55              | 9 de gener de 2002     | Socorro              | LINEAR                      |
| 310620 | 2002 AT93              | 8 de gener de 2002     | Socorro              | LINEAR                      |
| 310621 | 2002 AN96              | 8 de gener de 2002     | Socorro              | LINEAR                      |
| 310622 | 2002 AL109             | 9 de gener de 2002     | Socorro              | LINEAR                      |
| 310623 | 2002 AP129             | 14 de gener de 2002    | Socorro              | LINEAR                      |
| 310624 | 2002 AN137             | 9 de gener de 2002     | Socorro              | LINEAR                      |
| 310625 | 2002 AU142             | 13 de gener de 2002    | Socorro              | LINEAR                      |
| 310626 | 2002 AG172             | 14 de gener de 2002    | Socorro              | LINEAR                      |
| 310627 | 2002 AS173             | 14 de gener de 2002    | Socorro              | LINEAR                      |
| 310628 | 2002 AL203             | 8 de gener de 2002     | Kitt Peak            | Spacewatch                  |
| 310629 | 2002 AV209             | 13 de gener de 2002    | Kitt Peak            | Spacewatch                  |
| 310630 | 2002 BH19              | 21 de gener de 2002    | Socorro              | LINEAR                      |
| 310631 | 2002 CP21              | 5 de febrer de 2002    | Palomar              | NEAT                        |
| 310632 | 2002 CR64              | 6 de febrer de 2002    | Socorro              | LINEAR                      |
| 310633 | 2002 CP128             | 19 de gener de 2002    | Socorro              | LINEAR                      |
| 310634 | 2002 CF156             | 6 de febrer de 2002    | Socorro              | LINEAR                      |
| 310635 | 2002 CE160             | 8 de febrer de 2002    | Socorro              | LINEAR                      |
| 310636 | 2002 CA164             | 8 de febrer de 2002    | Socorro              | LINEAR                      |
| 310637 | 2002 CN165             | 8 de febrer de 2002    | Socorro              | LINEAR                      |
| 310638 | 2002 CS172             | 8 de febrer de 2002    | Socorro              | LINEAR                      |
| 310639 | 2002 CE173             | 8 de febrer de 2002    | Socorro              | LINEAR                      |
| 310640 | 2002 CP195             | 10 de febrer de 2002   | Socorro              | LINEAR                      |
| 310641 | 2002 CZ206             | 10 de febrer de 2002   | Socorro              | LINEAR                      |
| 310642 | 2002 CC221             | 10 de febrer de 2002   | Socorro              | LINEAR                      |
| 310643 | 2002 CY221             | 11 de febrer de 2002   | Socorro              | LINEAR                      |
| 310644 | 2002 CN229             | 8 de febrer de 2002    | Kitt Peak            | Spacewatch                  |
| 310645 | 2002 CV229             | 10 de febrer de 2002   | Kitt Peak            | Spacewatch                  |
| 310646 | 2002 CW235             | 13 de febrer de 2002   | Socorro              | LINEAR                      |
| 310647 | 2002 CM273             | 8 de febrer de 2002    | Kitt Peak            | M. W. Buie                  |
| 310648 | 2002 CA276             | 9 de febrer de 2002    | Kitt Peak            | Spacewatch                  |
| 310649 | 2002 CJ296             | 10 de febrer de 2002   | Socorro              | LINEAR                      |
| 310650 | 2002 CR310             | 7 de febrer de 2002    | Haleakala            | NEAT                        |
| 310651 | 2002 CF311             | 10 de febrer de 2002   | Socorro              | LINEAR                      |
| 310652 | 2002 CX316             | 10 de gener de 2002    | Cima Ekar            | ADAS                        |
| 310653 | 2002 DM1               | 18 de febrer de 2002   | Cima Ekar            | Asiago-DLR Asteroid Survey  |
| 310654 | 2002 DU13              | 16 de febrer de 2002   | Palomar              | NEAT                        |
| 310655 | 2002 DK20              | 17 d'octubre de 2010   | Mount Lemmon         | Mt. Lemmon Survey           |
| 310656 | 2002 EO1               | 6 de març de 2002      | Palomar              | NEAT                        |
| 310657 | 2002 EA4               | 10 de març de 2002     | Cima Ekar            | Asiago-DLR Asteroid Survey  |
| 310658 | 2002 EK43              | 12 de març de 2002     | Socorro              | LINEAR                      |
| 310659 | 2002 EU56              | 13 de març de 2002     | Socorro              | LINEAR                      |
| 310660 | 2002 ET63              | 13 de març de 2002     | Socorro              | LINEAR                      |
| 310661 | 2002 EJ98              | 12 de març de 2002     | Socorro              | LINEAR                      |
| 310662 | 2002 EM105             | 9 de març de 2002      | Kitt Peak            | Spacewatch                  |
| 310663 | 2002 EH106             | 9 de març de 2002      | Anderson Mesa        | LONEOS                      |
| 310664 | 2002 EZ106             | 9 de març de 2002      | Anderson Mesa        | LONEOS                      |
| 310665 | 2002 EC119             | 10 de març de 2002     | Anderson Mesa        | LONEOS                      |
| 310666 | 2002 EW124             | 12 de març de 2002     | Palomar              | NEAT                        |
| 310667 | 2002 EV135             | 14 de març de 2002     | Palomar              | NEAT                        |
| 310668 | 2002 EQ140             | 12 de març de 2002     | Palomar              | NEAT                        |
| 310669 | 2002 ES160             | 11 de març de 2002     | Palomar              | NEAT                        |
| 310670 | 2002 EY162             | 10 de març de 2002     | Haleakala            | NEAT                        |
| 310671 | 2002 FJ6               | 21 de març de 2002     | Socorro              | LINEAR                      |
| 310672 | 2002 FL6               | 21 de març de 2002     | Socorro              | LINEAR                      |
| 310673 | 2002 FN13              | 16 de març de 2002     | Socorro              | LINEAR                      |
| 310674 | 2002 FM28              | 20 de març de 2002     | Socorro              | LINEAR                      |
| 310675 | 2002 FH31              | 20 de març de 2002     | Kitt Peak            | M. W. Buie                  |
| 310676 | 2002 FO34              | 20 de març de 2002     | Anderson Mesa        | LONEOS                      |
| 310677 | 2002 FE41              | 16 de març de 2002     | Kvistaberg           | Uppsala-DLR Asteroid Survey |
| 310678 | 2002 GV4               | 10 d'abril de 2002     | Palomar              | NEAT                        |
| 310679 | 2002 GF5               | 10 d'abril de 2002     | Socorro              | LINEAR                      |
| 310680 | 2002 GA7               | 12 d'abril de 2002     | Desert Eagle         | W. K. Y. Yeung              |
| 310681 | 2002 GY26              | 15 d'abril de 2002     | Palomar              | NEAT                        |
| 310682 | 2002 GC37              | 2 d'abril de 2002      | Palomar              | NEAT                        |
| 310683 | 2002 GA53              | 5 d'abril de 2002      | Anderson Mesa        | LONEOS                      |
| 310684 | 2002 GW86              | 10 d'abril de 2002     | Socorro              | LINEAR                      |
| 310685 | 2002 GX86              | 10 d'abril de 2002     | Socorro              | LINEAR                      |
| 310686 | 2002 GQ105             | 11 d'abril de 2002     | Anderson Mesa        | LONEOS                      |
| 310687 | 2002 GA110             | 9 d'abril de 2002      | Kvistaberg           | Uppsala-DLR Asteroid Survey |
| 310688 | 2002 GN110             | 10 d'abril de 2002     | Socorro              | LINEAR                      |
| 310689 | 2002 GF114             | 11 d'abril de 2002     | Socorro              | LINEAR                      |
| 310690 | 2002 GP127             | 12 d'abril de 2002     | Socorro              | LINEAR                      |
| 310691 | 2002 GS142             | 13 d'abril de 2002     | Palomar              | NEAT                        |
| 310692 | 2002 GM147             | 13 d'abril de 2002     | Palomar              | NEAT                        |
| 310693 | 2002 GX150             | 14 d'abril de 2002     | Palomar              | NEAT                        |
| 310694 | 2002 GD171             | 10 d'abril de 2002     | Socorro              | LINEAR                      |
| 310695 | 2002 GP174             | 11 d'abril de 2002     | Socorro              | LINEAR                      |
| 310696 | 2002 GZ183             | 9 d'abril de 2002      | Palomar              | NEAT                        |
| 310697 | 2002 HZ13              | 22 d'abril de 2002     | Socorro              | LINEAR                      |
| 310698 | 2002 JH4               | 5 de maig de 2002      | Socorro              | LINEAR                      |
| 310699 | 2002 JU4               | 5 de maig de 2002      | Socorro              | LINEAR                      |
| 310700 | 2002 JN10              | 6 de maig de 2002      | Socorro              | LINEAR                      |

## 310701-310800
| Nom    | Designació provisional | Data de descobriment   | Lloc de descobriment | Descobridor/s        |
| ------ | ---------------------- | ---------------------- | -------------------- | -------------------- |
| 310701 | 2002 JB37              | 9 de maig de 2002      | Anderson Mesa        | LONEOS               |
| 310702 | 2002 JN73              | 8 de maig de 2002      | Socorro              | LINEAR               |
| 310703 | 2002 JL116             | 3 de maig de 2002      | Palomar              | NEAT                 |
| 310704 | 2002 JV117             | 4 de maig de 2002      | Anderson Mesa        | LONEOS               |
| 310705 | 2002 JK119             | 5 de maig de 2002      | Anderson Mesa        | LONEOS               |
| 310706 | 2002 JP122             | 6 de maig de 2002      | Socorro              | LINEAR               |
| 310707 | 2002 LN31              | 6 de juny de 2002      | Socorro              | LINEAR               |
| 310708 | 2002 LO63              | 12 de juny de 2002     | Palomar              | NEAT                 |
| 310709 | 2002 LT64              | 29 d'agost de 2006     | Catalina             | CSS                  |
| 310710 | 2002 LV64              | 13 de gener de 2005    | Kitt Peak            | Spacewatch           |
| 310711 | 2002 MM7               | 18 de desembre de 2003 | Kitt Peak            | Spacewatch           |
| 310712 | 2002 NY27              | 13 de juliol de 2002   | Socorro              | LINEAR               |
| 310713 | 2002 NG39              | 13 de juliol de 2002   | Socorro              | LINEAR               |
| 310714 | 2002 NV50              | 14 de juliol de 2002   | Socorro              | LINEAR               |
| 310715 | 2002 NQ59              | 4 de juliol de 2002    | Palomar              | NEAT                 |
| 310716 | 2002 NS61              | 12 de juliol de 2002   | Palomar              | NEAT                 |
| 310717 | 2002 NR71              | 9 de juliol de 2002    | Palomar              | NEAT                 |
| 310718 | 2002 NF72              | 12 de juliol de 2002   | Palomar              | NEAT                 |
| 310719 | 2002 NY72              | 8 de juliol de 2002    | Palomar              | NEAT                 |
| 310720 | 2002 NS73              | 12 de juliol de 2002   | Palomar              | NEAT                 |
| 310721 | 2002 NL74              | 5 de juliol de 2002    | Palomar              | NEAT                 |
| 310722 | 2002 OA10              | 21 de juliol de 2002   | Palomar              | NEAT                 |
| 310723 | 2002 OA26              | 18 de juliol de 2002   | Palomar              | NEAT                 |
| 310724 | 2002 OC28              | 22 de juliol de 2002   | Palomar              | NEAT                 |
| 310725 | 2002 PS24              | 6 d'agost de 2002      | Palomar              | NEAT                 |
| 310726 | 2002 PE36              | 6 d'agost de 2002      | Palomar              | NEAT                 |
| 310727 | 2002 PG36              | 6 d'agost de 2002      | Palomar              | NEAT                 |
| 310728 | 2002 PD48              | 10 d'agost de 2002     | Socorro              | LINEAR               |
| 310729 | 2002 PB93              | 14 d'agost de 2002     | Palomar              | NEAT                 |
| 310730 | 2002 PL98              | 14 d'agost de 2002     | Socorro              | LINEAR               |
| 310731 | 2002 PR105             | 12 d'agost de 2002     | Socorro              | LINEAR               |
| 310732 | 2002 PQ131             | 15 d'agost de 2002     | Socorro              | LINEAR               |
| 310733 | 2002 PA166             | 8 d'agost de 2002      | Palomar              | A. Lowe              |
| 310734 | 2002 PH166             | 9 d'agost de 2002      | Haleakala            | A. Lowe              |
| 310735 | 2002 PS189             | 8 d'agost de 2002      | Palomar              | NEAT                 |
| 310736 | 2002 PU192             | 8 d'agost de 2002      | Palomar              | NEAT                 |
| 310737 | 2002 QG24              | 29 d'agost de 2002     | Palomar              | NEAT                 |
| 310738 | 2002 QR39              | 30 d'agost de 2002     | Palomar              | NEAT                 |
| 310739 | 2002 QY46              | 30 d'agost de 2002     | Socorro              | LINEAR               |
| 310740 | 2002 QN53              | 29 d'agost de 2002     | Palomar              | S. F. Hoenig         |
| 310741 | 2002 QQ53              | 29 d'agost de 2002     | Palomar              | S. F. Hoenig         |
| 310742 | 2002 QM77              | 29 d'agost de 2002     | Palomar              | NEAT                 |
| 310743 | 2002 QG91              | 30 d'agost de 2002     | Palomar              | NEAT                 |
| 310744 | 2002 QH110             | 17 d'agost de 2002     | Palomar              | NEAT                 |
| 310745 | 2002 QY127             | 18 d'agost de 2002     | Palomar              | NEAT                 |
| 310746 | 2002 QF128             | 29 d'agost de 2002     | Palomar              | NEAT                 |
| 310747 | 2002 QF141             | 13 de maig de 2005     | Kitt Peak            | Spacewatch           |
| 310748 | 2002 QC146             | 8 de novembre de 2007  | Kitt Peak            | Spacewatch           |
| 310749 | 2002 QL147             | 5 de desembre de 2007  | Kitt Peak            | Spacewatch           |
| 310750 | 2002 RF5               | 3 de setembre de 2002  | Palomar              | NEAT                 |
| 310751 | 2002 RB27              | 5 de setembre de 2002  | Socorro              | LINEAR               |
| 310752 | 2002 RM27              | 5 de setembre de 2002  | Socorro              | LINEAR               |
| 310753 | 2002 RQ48              | 5 de setembre de 2002  | Socorro              | LINEAR               |
| 310754 | 2002 RM50              | 5 de setembre de 2002  | Socorro              | LINEAR               |
| 310755 | 2002 RK55              | 5 de setembre de 2002  | Anderson Mesa        | LONEOS               |
| 310756 | 2002 RC68              | 4 de setembre de 2002  | Anderson Mesa        | LONEOS               |
| 310757 | 2002 RS89              | 5 de setembre de 2002  | Socorro              | LINEAR               |
| 310758 | 2002 RU122             | 8 de setembre de 2002  | Haleakala            | NEAT                 |
| 310759 | 2002 RV123             | 9 de setembre de 2002  | Palomar              | NEAT                 |
| 310760 | 2002 RS157             | 11 de setembre de 2002 | Palomar              | NEAT                 |
| 310761 | 2002 RF158             | 11 de setembre de 2002 | Palomar              | NEAT                 |
| 310762 | 2002 RU186             | 12 de setembre de 2002 | Palomar              | NEAT                 |
| 310763 | 2002 RM210             | 15 de setembre de 2002 | Kitt Peak            | Spacewatch           |
| 310764 | 2002 RC215             | 13 de setembre de 2002 | Socorro              | LINEAR               |
| 310765 | 2002 RJ223             | 13 de setembre de 2002 | Kitt Peak            | Spacewatch           |
| 310766 | 2002 RM224             | 13 de setembre de 2002 | Anderson Mesa        | LONEOS               |
| 310767 | 2002 RX234             | 8 de setembre de 2002  | Haleakala            | R. Matson            |
| 310768 | 2002 RC235             | 11 de setembre de 2002 | Palomar              | M. White, M. Collins |
| 310769 | 2002 RJ245             | 15 de setembre de 2002 | Palomar              | NEAT                 |
| 310770 | 2002 RO251             | 8 de setembre de 2002  | Haleakala            | NEAT                 |
| 310771 | 2002 RF253             | 14 de setembre de 2002 | Palomar              | NEAT                 |
| 310772 | 2002 RU276             | 14 de setembre de 2002 | Palomar              | NEAT                 |
| 310773 | 2002 RS290             | 19 de setembre de 2006 | Catalina             | CSS                  |
| 310774 | 2002 SO7               | 27 de setembre de 2002 | Palomar              | NEAT                 |
| 310775 | 2002 SN13              | 27 de setembre de 2002 | Palomar              | NEAT                 |
| 310776 | 2002 SH18              | 28 de setembre de 2002 | Palomar              | NEAT                 |
| 310777 | 2002 ST19              | 27 de setembre de 2002 | Socorro              | LINEAR               |
| 310778 | 2002 SV29              | 28 de setembre de 2002 | Haleakala            | NEAT                 |
| 310779 | 2002 SP32              | 28 de setembre de 2002 | Haleakala            | NEAT                 |
| 310780 | 2002 SX33              | 29 de setembre de 2002 | Haleakala            | NEAT                 |
| 310781 | 2002 SH35              | 29 de setembre de 2002 | Haleakala            | NEAT                 |
| 310782 | 2002 SH36              | 29 de setembre de 2002 | Haleakala            | NEAT                 |
| 310783 | 2002 SF41              | 30 de setembre de 2002 | Haleakala            | NEAT                 |
| 310784 | 2002 SG41              | 30 de setembre de 2002 | Haleakala            | NEAT                 |
| 310785 | 2002 SU44              | 29 de setembre de 2002 | Haleakala            | NEAT                 |
| 310786 | 2002 SD55              | 30 de setembre de 2002 | Socorro              | LINEAR               |
| 310787 | 2002 TH38              | 2 d'octubre de 2002    | Socorro              | LINEAR               |
| 310788 | 2002 TY123             | 4 d'octubre de 2002    | Palomar              | NEAT                 |
| 310789 | 2002 TY125             | 4 d'octubre de 2002    | Palomar              | NEAT                 |
| 310790 | 2002 TP144             | 5 d'octubre de 2002    | Socorro              | LINEAR               |
| 310791 | 2002 TP149             | 5 d'octubre de 2002    | Palomar              | NEAT                 |
| 310792 | 2002 TA152             | 5 d'octubre de 2002    | Palomar              | NEAT                 |
| 310793 | 2002 TP160             | 5 d'octubre de 2002    | Palomar              | NEAT                 |
| 310794 | 2002 TO164             | 5 d'octubre de 2002    | Palomar              | NEAT                 |
| 310795 | 2002 TC169             | 3 d'octubre de 2002    | Palomar              | NEAT                 |
| 310796 | 2002 TR172             | 4 d'octubre de 2002    | Anderson Mesa        | LONEOS               |
| 310797 | 2002 TE177             | 5 d'octubre de 2002    | Palomar              | NEAT                 |
| 310798 | 2002 TL187             | 4 d'octubre de 2002    | Socorro              | LINEAR               |
| 310799 | 2002 TL191             | 5 d'octubre de 2002    | Anderson Mesa        | LONEOS               |
| 310800 | 2002 TB198             | 4 d'octubre de 2002    | Socorro              | LINEAR               |

## 310801-310900
| Nom    | Designació provisional | Data de descobriment   | Lloc de descobriment | Descobridor/s               |
| ------ | ---------------------- | ---------------------- | -------------------- | --------------------------- |
| 310801 | 2002 TF199             | 6 d'octubre de 2002    | Socorro              | LINEAR                      |
| 310802 | 2002 TK199             | 6 d'octubre de 2002    | Socorro              | LINEAR                      |
| 310803 | 2002 TG209             | 6 d'octubre de 2002    | Socorro              | LINEAR                      |
| 310804 | 2002 TE238             | 7 d'octubre de 2002    | Socorro              | LINEAR                      |
| 310805 | 2002 TE271             | 9 d'octubre de 2002    | Socorro              | LINEAR                      |
| 310806 | 2002 TW369             | 10 d'octubre de 2002   | Apache Point         | Sloan Digital Sky Survey    |
| 310807 | 2002 TX381             | 3 d'octubre de 2002    | Palomar              | NEAT                        |
| 310808 | 2002 TZ382             | 13 d'octubre de 2002   | Kitt Peak            | Spacewatch                  |
| 310809 | 2002 UA11              | 28 d'octubre de 2002   | Kvistaberg           | Uppsala-DLR Asteroid Survey |
| 310810 | 2002 UH21              | 30 d'octubre de 2002   | Kitt Peak            | Spacewatch                  |
| 310811 | 2002 UL21              | 30 d'octubre de 2002   | Palomar              | NEAT                        |
| 310812 | 2002 UP68              | 30 d'octubre de 2002   | Apache Point         | Sloan Digital Sky Survey    |
| 310813 | 2002 UA69              | 30 d'octubre de 2002   | Apache Point         | Sloan Digital Sky Survey    |
| 310814 | 2002 UQ71              | 18 d'octubre de 2002   | Palomar              | NEAT                        |
| 310815 | 2002 US78              | 7 de novembre de 2007  | Mount Lemmon         | Mt. Lemmon Survey           |
| 310816 | 2002 VM16              | 5 de novembre de 2002  | Socorro              | LINEAR                      |
| 310817 | 2002 VB26              | 5 de novembre de 2002  | Socorro              | LINEAR                      |
| 310818 | 2002 VB61              | 5 de novembre de 2002  | Socorro              | LINEAR                      |
| 310819 | 2002 VN69              | 11 de novembre de 2002 | Palomar              | NEAT                        |
| 310820 | 2002 VY69              | 7 de novembre de 2002  | Socorro              | LINEAR                      |
| 310821 | 2002 VM73              | 7 de novembre de 2002  | Socorro              | LINEAR                      |
| 310822 | 2002 VH84              | 7 de novembre de 2002  | Socorro              | LINEAR                      |
| 310823 | 2002 VM104             | 12 de novembre de 2002 | Socorro              | LINEAR                      |
| 310824 | 2002 VS139             | 13 de novembre de 2002 | Palomar              | NEAT                        |
| 310825 | 2002 VR142             | 5 de novembre de 2002  | Palomar              | NEAT                        |
| 310826 | 2002 WR8               | 24 de novembre de 2002 | Palomar              | NEAT                        |
| 310827 | 2002 WT22              | 24 de novembre de 2002 | Palomar              | NEAT                        |
| 310828 | 2002 XC                | 1 de desembre de 2002  | Socorro              | LINEAR                      |
| 310829 | 2002 XN12              | 3 de desembre de 2002  | Palomar              | NEAT                        |
| 310830 | 2002 XQ17              | 5 de desembre de 2002  | Socorro              | LINEAR                      |
| 310831 | 2002 XQ27              | 5 de desembre de 2002  | Socorro              | LINEAR                      |
| 310832 | 2002 XN34              | 5 de desembre de 2002  | Haleakala            | NEAT                        |
| 310833 | 2002 XT38              | 7 de desembre de 2002  | Socorro              | LINEAR                      |
| 310834 | 2002 XZ45              | 10 de desembre de 2002 | Socorro              | LINEAR                      |
| 310835 | 2002 XS59              | 11 de desembre de 2002 | Desert Moon          | B. L. Stevens               |
| 310836 | 2002 XQ65              | 12 de desembre de 2002 | Socorro              | LINEAR                      |
| 310837 | 2002 XE67              | 10 de desembre de 2002 | Palomar              | NEAT                        |
| 310838 | 2002 XS95              | 5 de desembre de 2002  | Socorro              | LINEAR                      |
| 310839 | 2002 XQ105             | 5 de desembre de 2002  | Socorro              | LINEAR                      |
| 310840 | 2002 YE32              | 30 de desembre de 2002 | Haleakala            | NEAT                        |
| 310841 | 2003 AK3               | 1 de gener de 2003     | Socorro              | LINEAR                      |
| 310842 | 2003 AK18              | 7 de gener de 2003     | Socorro              | LINEAR                      |
| 310843 | 2003 AP20              | 5 de gener de 2003     | Socorro              | LINEAR                      |
| 310844 | 2003 AA33              | 5 de gener de 2003     | Socorro              | LINEAR                      |
| 310845 | 2003 AC56              | 5 de gener de 2003     | Socorro              | LINEAR                      |
| 310846 | 2003 AT65              | 7 de gener de 2003     | Socorro              | LINEAR                      |
| 310847 | 2003 AM66              | 7 de gener de 2003     | Socorro              | LINEAR                      |
| 310848 | 2003 AY78              | 10 de gener de 2003    | Kitt Peak            | Spacewatch                  |
| 310849 | 2003 AS90              | 5 de gener de 2003     | Anderson Mesa        | LONEOS                      |
| 310850 | 2003 BT                | 24 de gener de 2003    | Palomar              | NEAT                        |
| 310851 | 2003 BP1               | 25 de gener de 2003    | Palomar              | NEAT                        |
| 310852 | 2003 BL2               | 25 de gener de 2003    | Anderson Mesa        | LONEOS                      |
| 310853 | 2003 BH24              | 25 de gener de 2003    | Palomar              | NEAT                        |
| 310854 | 2003 BK45              | 28 de gener de 2003    | Haleakala            | NEAT                        |
| 310855 | 2003 BN49              | 27 de gener de 2003    | Anderson Mesa        | LONEOS                      |
| 310856 | 2003 BO54              | 27 de gener de 2003    | Haleakala            | NEAT                        |
| 310857 | 2003 BS55              | 28 de gener de 2003    | Socorro              | LINEAR                      |
| 310858 | 2003 BK62              | 28 de gener de 2003    | Palomar              | NEAT                        |
| 310859 | 2003 BK78              | 31 de gener de 2003    | Anderson Mesa        | LONEOS                      |
| 310860 | 2003 CM9               | 2 de febrer de 2003    | Socorro              | LINEAR                      |
| 310861 | 2003 CG26              | 2 de febrer de 2003    | Palomar              | NEAT                        |
| 310862 | 2003 EW40              | 8 de març de 2003      | Palomar              | NEAT                        |
| 310863 | 2003 FM9               | 20 de març de 2003     | Palomar              | NEAT                        |
| 310864 | 2003 FU9               | 22 de març de 2003     | Palomar              | NEAT                        |
| 310865 | 2003 FO39              | 24 de març de 2003     | Kitt Peak            | Spacewatch                  |
| 310866 | 2003 FE45              | 24 de març de 2003     | Kitt Peak            | Spacewatch                  |
| 310867 | 2003 GF28              | 7 d'abril de 2003      | Kitt Peak            | Spacewatch                  |
| 310868 | 2003 GK42              | 6 d'abril de 2003      | Anderson Mesa        | LONEOS                      |
| 310869 | 2003 GK47              | 7 d'abril de 2003      | Kitt Peak            | Spacewatch                  |
| 310870 | 2003 GD48              | 9 d'abril de 2003      | Palomar              | NEAT                        |
| 310871 | 2003 GG57              | 11 d'abril de 2003     | Kitt Peak            | Spacewatch                  |
| 310872 | 2003 HF14              | 26 d'abril de 2003     | Kitt Peak            | Spacewatch                  |
| 310873 | 2003 HB26              | 25 d'abril de 2003     | Kitt Peak            | Spacewatch                  |
| 310874 | 2003 HV58              | 26 d'abril de 2003     | Kitt Peak            | Spacewatch                  |
| 310875 | 2003 JE8               | 2 de maig de 2003      | Socorro              | LINEAR                      |
| 310876 | 2003 KV33              | 27 de maig de 2003     | Kitt Peak            | Spacewatch                  |
| 310877 | 2003 MW3               | 25 de juny de 2003     | Palomar              | NEAT                        |
| 310878 | 2003 MB8               | 28 de juny de 2003     | Socorro              | LINEAR                      |
| 310879 | 2003 ON12              | 26 de juliol de 2003   | Socorro              | LINEAR                      |
| 310880 | 2003 OS17              | 29 de juliol de 2003   | Reedy Creek          | J. Broughton                |
| 310881 | 2003 PU5               | 1 d'agost de 2003      | Socorro              | LINEAR                      |
| 310882 | 2003 PH6               | 1 d'agost de 2003      | Socorro              | LINEAR                      |
| 310883 | 2003 PK6               | 1 d'agost de 2003      | Socorro              | LINEAR                      |
| 310884 | 2003 QU3               | 18 d'agost de 2003     | Haleakala            | NEAT                        |
| 310885 | 2003 QX15              | 20 d'agost de 2003     | Palomar              | NEAT                        |
| 310886 | 2003 QK24              | 21 d'agost de 2003     | Campo Imperatore     | CINEOS                      |
| 310887 | 2003 QJ33              | 22 d'agost de 2003     | Palomar              | NEAT                        |
| 310888 | 2003 QD45              | 23 d'agost de 2003     | Socorro              | LINEAR                      |
| 310889 | 2003 QT50              | 22 d'agost de 2003     | Palomar              | NEAT                        |
| 310890 | 2003 QO57              | 23 d'agost de 2003     | Palomar              | NEAT                        |
| 310891 | 2003 QG89              | 26 d'agost de 2003     | Socorro              | LINEAR                      |
| 310892 | 2003 QM111             | 31 d'agost de 2003     | Socorro              | LINEAR                      |
| 310893 | 2003 QB114             | 22 d'agost de 2003     | Palomar              | NEAT                        |
| 310894 | 2003 RF5               | 1 de setembre de 2003  | Socorro              | LINEAR                      |
| 310895 | 2003 RB6               | 4 de setembre de 2003  | Campo Imperatore     | CINEOS                      |
| 310896 | 2003 RY9               | 4 de setembre de 2003  | Socorro              | LINEAR                      |
| 310897 | 2003 RJ20              | 15 de setembre de 2003 | Anderson Mesa        | LONEOS                      |
| 310898 | 2003 SD11              | 17 de setembre de 2003 | Socorro              | LINEAR                      |
| 310899 | 2003 SX13              | 16 de setembre de 2003 | Kitt Peak            | Spacewatch                  |
| 310900 | 2003 SE14              | 17 de setembre de 2003 | Kitt Peak            | Spacewatch                  |

## 310901-311000
| Nom    | Designació provisional | Data de descobriment   | Lloc de descobriment | Descobridor/s            |
| ------ | ---------------------- | ---------------------- | -------------------- | ------------------------ |
| 310901 | 2003 SO18              | 16 de setembre de 2003 | Kitt Peak            | Spacewatch               |
| 310902 | 2003 SK26              | 17 de setembre de 2003 | Haleakala            | NEAT                     |
| 310903 | 2003 SP28              | 18 de setembre de 2003 | Palomar              | NEAT                     |
| 310904 | 2003 SC32              | 16 de setembre de 2003 | Palomar              | NEAT                     |
| 310905 | 2003 SO42              | 16 de setembre de 2003 | Anderson Mesa        | LONEOS                   |
| 310906 | 2003 SD45              | 16 de setembre de 2003 | Anderson Mesa        | LONEOS                   |
| 310907 | 2003 SK45              | 16 de setembre de 2003 | Anderson Mesa        | LONEOS                   |
| 310908 | 2003 SE50              | 18 de setembre de 2003 | Palomar              | NEAT                     |
| 310909 | 2003 SL58              | 17 de setembre de 2003 | Anderson Mesa        | LONEOS                   |
| 310910 | 2003 SJ66              | 18 de setembre de 2003 | Campo Imperatore     | CINEOS                   |
| 310911 | 2003 SY69              | 17 de setembre de 2003 | Kitt Peak            | Spacewatch               |
| 310912 | 2003 SQ80              | 19 de setembre de 2003 | Kitt Peak            | Spacewatch               |
| 310913 | 2003 SF82              | 31 d'agost de 2003     | Kitt Peak            | Spacewatch               |
| 310914 | 2003 SN85              | 16 de setembre de 2003 | Palomar              | NEAT                     |
| 310915 | 2003 SO93              | 18 de setembre de 2003 | Palomar              | NEAT                     |
| 310916 | 2003 SR97              | 19 de setembre de 2003 | Kitt Peak            | Spacewatch               |
| 310917 | 2003 SL101             | 20 de setembre de 2003 | Palomar              | NEAT                     |
| 310918 | 2003 SY106             | 20 de setembre de 2003 | Palomar              | NEAT                     |
| 310919 | 2003 SN109             | 20 de setembre de 2003 | Kitt Peak            | Spacewatch               |
| 310920 | 2003 SC123             | 18 de setembre de 2003 | Goodricke-Pigott     | R. A. Tucker             |
| 310921 | 2003 SS135             | 19 de setembre de 2003 | Kitt Peak            | Spacewatch               |
| 310922 | 2003 SM145             | 20 de setembre de 2003 | Palomar              | NEAT                     |
| 310923 | 2003 SR150             | 17 de setembre de 2003 | Socorro              | LINEAR                   |
| 310924 | 2003 SZ166             | 22 de setembre de 2003 | Socorro              | LINEAR                   |
| 310925 | 2003 ST175             | 18 de setembre de 2003 | Palomar              | NEAT                     |
| 310926 | 2003 SD178             | 19 de setembre de 2003 | Palomar              | NEAT                     |
| 310927 | 2003 SC235             | 26 de setembre de 2003 | Socorro              | LINEAR                   |
| 310928 | 2003 SV236             | 26 de setembre de 2003 | Socorro              | LINEAR                   |
| 310929 | 2003 SN241             | 27 de setembre de 2003 | Kitt Peak            | Spacewatch               |
| 310930 | 2003 SP242             | 27 de setembre de 2003 | Kitt Peak            | Spacewatch               |
| 310931 | 2003 SC268             | 29 de setembre de 2003 | Kitt Peak            | Spacewatch               |
| 310932 | 2003 SL275             | 29 de setembre de 2003 | Socorro              | LINEAR                   |
| 310933 | 2003 SN286             | 21 de setembre de 2003 | Palomar              | NEAT                     |
| 310934 | 2003 SJ295             | 29 de setembre de 2003 | Anderson Mesa        | LONEOS                   |
| 310935 | 2003 SX313             | 27 de setembre de 2003 | Kitt Peak            | Spacewatch               |
| 310936 | 2003 SE319             | 20 de setembre de 2003 | Kitt Peak            | Spacewatch               |
| 310937 | 2003 SM331             | 26 de setembre de 2003 | Apache Point         | Sloan Digital Sky Survey |
| 310938 | 2003 SK332             | 28 de setembre de 2003 | Anderson Mesa        | LONEOS                   |
| 310939 | 2003 SY358             | 21 de setembre de 2003 | Kitt Peak            | Spacewatch               |
| 310940 | 2003 SX363             | 26 de setembre de 2003 | Apache Point         | Sloan Digital Sky Survey |
| 310941 | 2003 SF388             | 26 de setembre de 2003 | Apache Point         | Sloan Digital Sky Survey |
| 310942 | 2003 SN396             | 26 de setembre de 2003 | Apache Point         | Sloan Digital Sky Survey |
| 310943 | 2003 TD10              | 15 d'octubre de 2003   | Socorro              | LINEAR                   |
| 310944 | 2003 TC12              | 14 d'octubre de 2003   | Anderson Mesa        | LONEOS                   |
| 310945 | 2003 TX15              | 15 d'octubre de 2003   | Anderson Mesa        | LONEOS                   |
| 310946 | 2003 TX28              | 1 d'octubre de 2003    | Kitt Peak            | Spacewatch               |
| 310947 | 2003 UH2               | 16 d'octubre de 2003   | Kitt Peak            | Spacewatch               |
| 310948 | 2003 UM14              | 16 d'octubre de 2003   | Anderson Mesa        | LONEOS                   |
| 310949 | 2003 UH15              | 16 d'octubre de 2003   | Kitt Peak            | Spacewatch               |
| 310950 | 2003 UP26              | 25 d'octubre de 2003   | Goodricke-Pigott     | R. A. Tucker             |
| 310951 | 2003 UT38              | 26 d'octubre de 2003   | Klet                 | Klet                     |
| 310952 | 2003 UY51              | 18 d'octubre de 2003   | Palomar              | NEAT                     |
| 310953 | 2003 UH54              | 18 d'octubre de 2003   | Palomar              | NEAT                     |
| 310954 | 2003 UY54              | 18 d'octubre de 2003   | Palomar              | NEAT                     |
| 310955 | 2003 UB56              | 19 d'octubre de 2003   | Goodricke-Pigott     | R. A. Tucker             |
| 310956 | 2003 UL75              | 17 d'octubre de 2003   | Anderson Mesa        | LONEOS                   |
| 310957 | 2003 UX94              | 18 d'octubre de 2003   | Kitt Peak            | Spacewatch               |
| 310958 | 2003 UH97              | 19 d'octubre de 2003   | Kitt Peak            | Spacewatch               |
| 310959 | 2003 UO98              | 19 d'octubre de 2003   | Anderson Mesa        | LONEOS                   |
| 310960 | 2003 UB108             | 19 d'octubre de 2003   | Palomar              | NEAT                     |
| 310961 | 2003 UZ110             | 19 d'octubre de 2003   | Kitt Peak            | Spacewatch               |
| 310962 | 2003 UW116             | 21 d'octubre de 2003   | Socorro              | LINEAR                   |
| 310963 | 2003 UQ119             | 18 d'octubre de 2003   | Kitt Peak            | Spacewatch               |
| 310964 | 2003 UE120             | 18 d'octubre de 2003   | Kitt Peak            | Spacewatch               |
| 310965 | 2003 US126             | 20 d'octubre de 2003   | Palomar              | NEAT                     |
| 310966 | 2003 US132             | 19 d'octubre de 2003   | Palomar              | NEAT                     |
| 310967 | 2003 UK139             | 16 d'octubre de 2003   | Palomar              | NEAT                     |
| 310968 | 2003 US144             | 18 d'octubre de 2003   | Anderson Mesa        | LONEOS                   |
| 310969 | 2003 UF174             | 21 d'octubre de 2003   | Kitt Peak            | Spacewatch               |
| 310970 | 2003 UA182             | 21 d'octubre de 2003   | Socorro              | LINEAR                   |
| 310971 | 2003 UG204             | 21 d'octubre de 2003   | Kitt Peak            | Spacewatch               |
| 310972 | 2003 UE217             | 21 d'octubre de 2003   | Socorro              | LINEAR                   |
| 310973 | 2003 UN228             | 23 d'octubre de 2003   | Kitt Peak            | Spacewatch               |
| 310974 | 2003 UE231             | 24 d'octubre de 2003   | Socorro              | LINEAR                   |
| 310975 | 2003 UA240             | 24 d'octubre de 2003   | Socorro              | LINEAR                   |
| 310976 | 2003 UB270             | 27 d'octubre de 2003   | Bergisch Gladbac     | W. Bickel                |
| 310977 | 2003 UE272             | 29 d'octubre de 2003   | Socorro              | LINEAR                   |
| 310978 | 2003 UE278             | 25 d'octubre de 2003   | Socorro              | LINEAR                   |
| 310979 | 2003 UR297             | 16 d'octubre de 2003   | Kitt Peak            | Spacewatch               |
| 310980 | 2003 UV307             | 18 d'octubre de 2003   | Kitt Peak            | Spacewatch               |
| 310981 | 2003 UP328             | 17 d'octubre de 2003   | Apache Point         | Sloan Digital Sky Survey |
| 310982 | 2003 UZ331             | 18 d'octubre de 2003   | Apache Point         | Sloan Digital Sky Survey |
| 310983 | 2003 UM341             | 20 de setembre de 2003 | Kitt Peak            | Spacewatch               |
| 310984 | 2003 UH349             | 19 d'octubre de 2003   | Apache Point         | Sloan Digital Sky Survey |
| 310985 | 2003 UO369             | 9 de novembre de 1993  | Kitt Peak            | Spacewatch               |
| 310986 | 2003 UG383             | 22 d'octubre de 2003   | Apache Point         | Sloan Digital Sky Survey |
| 310987 | 2003 WP10              | 18 de novembre de 2003 | Kitt Peak            | Spacewatch               |
| 310988 | 2003 WM39              | 19 de novembre de 2003 | Kitt Peak            | Spacewatch               |
| 310989 | 2003 WO54              | 20 de novembre de 2003 | Socorro              | LINEAR                   |
| 310990 | 2003 WV81              | 18 de novembre de 2003 | Palomar              | NEAT                     |
| 310991 | 2003 WH84              | 19 de novembre de 2003 | Socorro              | LINEAR                   |
| 310992 | 2003 WH90              | 16 de novembre de 2003 | Kitt Peak            | Spacewatch               |
| 310993 | 2003 WR90              | 18 de novembre de 2003 | Palomar              | NEAT                     |
| 310994 | 2003 WG100             | 20 de novembre de 2003 | Socorro              | LINEAR                   |
| 310995 | 2003 WQ122             | 20 de novembre de 2003 | Socorro              | LINEAR                   |
| 310996 | 2003 WZ129             | 21 de novembre de 2003 | Palomar              | NEAT                     |
| 310997 | 2003 WT141             | 21 de novembre de 2003 | Socorro              | LINEAR                   |
| 310998 | 2003 WT144             | 21 de novembre de 2003 | Socorro              | LINEAR                   |
| 310999 | 2003 WF150             | 24 de novembre de 2003 | Anderson Mesa        | LONEOS                   |
| 311000 | 2003 WT157             | 30 de novembre de 2003 | Socorro              | LINEAR                   |